# Neanderthaler

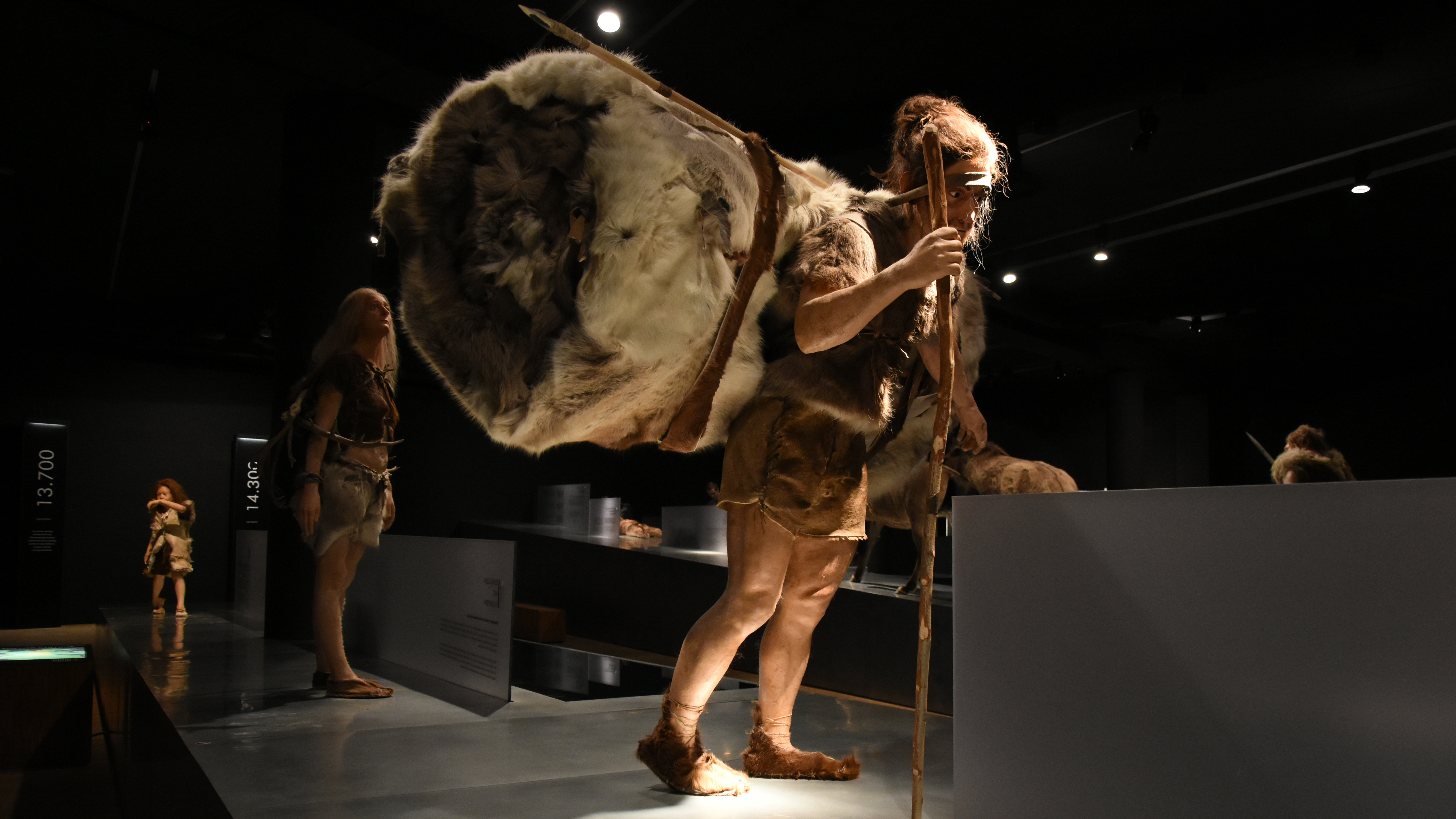
Neanderthalers in het Gallo-Romeins Museum (Tongeren), met aannames voor kleding en 'transport'

De neanderthaler (Homo neanderthalensis, indien als soort beschouwd, of Homo sapiens neanderthalensis, indien als ondersoort beschouwd) is een uitgestorven mensensoort of -ondersoort die nauw verwant is met de huidige mens. De mensensoort neanderthaler leefde op het grondgebied van het huidige Europa en delen van Azië van omstreeks 400 000 jaar v. Chr tot circa 40 000 v. Chr. en is gedurende een periode van honderdduizenden jaren geleidelijk geëvolueerd vanuit de mensensoort Homo heidelbergensis. De naam is in de 19e eeuw gekozen door wetenschappers omdat de eerste skeletdelen die als menselijk werden geduid waren gevonden in het Duitse Neanderthal.
Vondsten van fossiele skeletten (tot dusver zijn er 12 complete skeletten gevonden uit verschillende perioden) en skeletdelen (botten, tanden, botfragmenten en een enkel natuurlijk hersenafgietsel) van neanderthalers zijn gedaan in Europa, het Midden-Oosten en Centraal-Azië tot aan de Altaj.

## Ontdekkingsgeschiedenis

### 19e eeuw
De eerste resten van de neanderthaler werden bij toeval ontdekt, en niet bij een zorgvuldig archeologisch onderzoek. Daardoor zijn van dit geval vrijwel geen gegevens bekend over de vondstomstandigheden zoals de datering van aardlagen e.d. waarin de resten werden aangetroffen. In 1856 stuitte een aantal arbeiders bij het uitgraven van een grot in het Neandertal, een deel van het rivierdal van de Düssel, vlak bij Düsseldorf op botresten. Ze brachten deze naar de natuurkundeleraar Johann Carl Fuhlrott in het nabijgelegen Elberfeld (nu Wuppertal). Fullroth herkende de resten als menselijke botten. Het ging om een schedeldak, een spaakbeen, twee dijbeenderen, een opperarmbeen, een ellepijp en nog enkele botresten.
De paleoantropoloog Fuhlrott interpreteerde de gevonden beenderen als de resten van een voormalige, primitieve mensensoort. De toen wereldvermaarde anatoom Rudolf Virchow beweerde echter dat de ongewoon platte mensenschedel te wijten was aan pathologische misvorming, en dat de relatief recente eigenaar mentaal onvolwaardig moest zijn geweest. Tot aan zijn dood weigerde Virchow de vondst uit het Neandertal te aanvaarden als bewijs voor het bestaan van andere mensensoorten in het verleden.
In oude grindlagen bij Maastricht was in 1823 een onderkaak gevonden; de datering daarvan bleef omstreden.
Toen later breder erkend werd dat het een uitgestorven mensensoort betrof waarvan eerder ook elders fossiele skeletresten bleken te zijn gevonden, werd de naam neanderthaler een geoniem voor deze soort, waarover meer bekend zou worden door volgende vondsten bij gerichte archeologische opgravingen.
De in 1856 gevonden resten staan thans ook wel bekend als Neanderthal 1. In 1999 bracht onderzoek op de inmiddels afgegraven oorspronkelijke vindplaats botten aan het licht die mogelijk eveneens afkomstig waren van het in 1856 toevallig gevonden individu, van wiens skelet veel verloren was gegaan (in 2000 werden de resten van een tweede aldaar gevonden individu aangemerkt als Neanderthal 2).

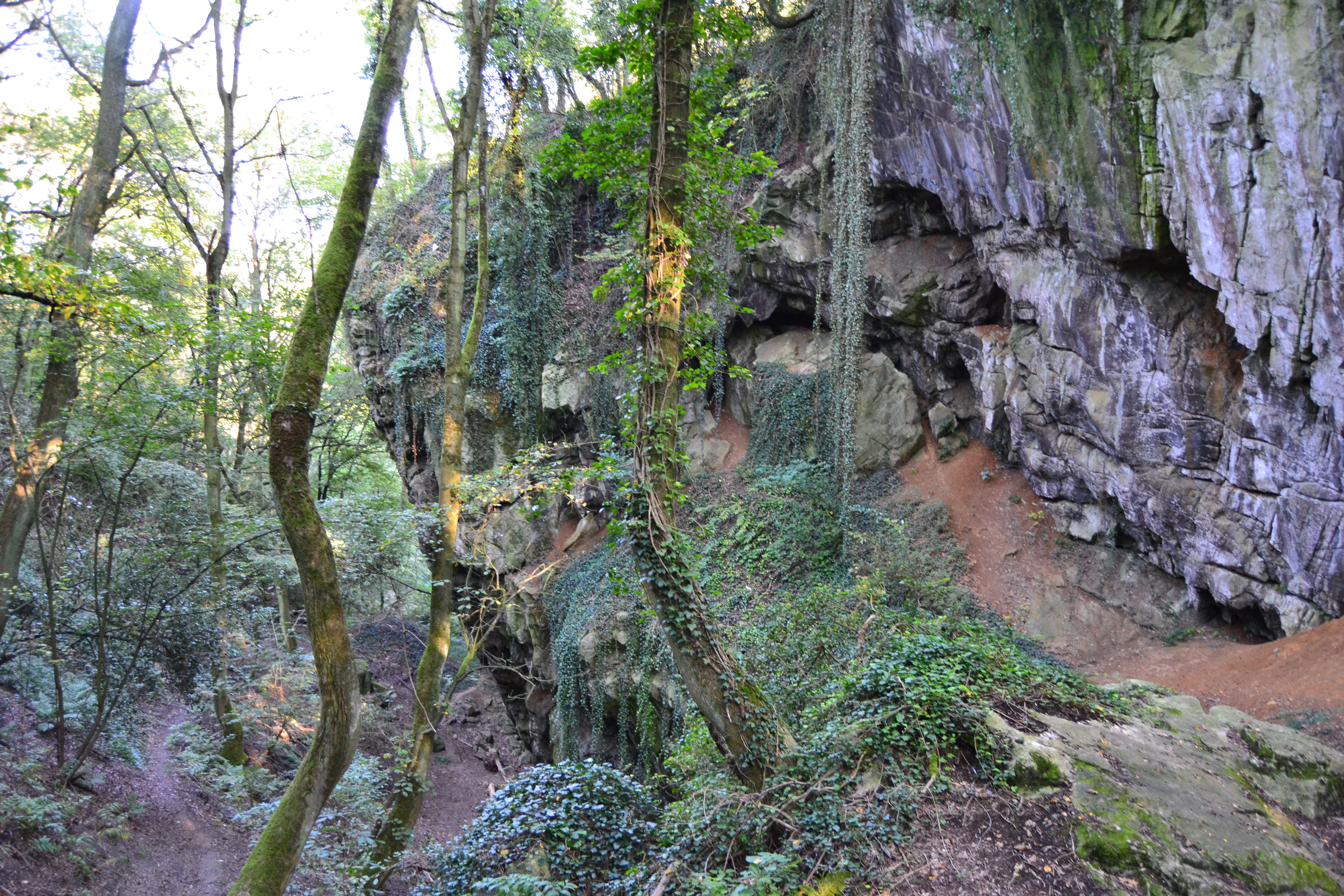
Het landschap rond de ingang van de grotten van Engis (Grottes Schmerling) in de Belgische provincie Luik, waar in 1829 de eerste resten van neanderthalers werden gevonden.

Hoewel er eerder ook al op meerdere plaatsen skeletresten van neanderthalers bleken te zijn gevonden, geldt de vondst in het Neanderthal als een belangrijk moment in de geschiedenis van de paleoantropologie. In 1956 organiseerde de Wenner-Gren Foundation een symposium in Düsseldorf om die vondst te herdenken en bij het wetenschappelijk belang ervan stil te staan.
De eerste vondst van een overblijfsel van een neanderthaler bleek achteraf te zijn gedaan door Schmerling in de grotten van Engis nabij Luik in 1829. Dat werd echter nog niet als zodanig herkend. Later in de negentiende eeuw vond men vervolgens op talrijke plaatsen in Europa andere zogenoemde idiotenschedels: in Gibraltar en Spy (bij Namen).

### 20e eeuw
Begin 20e eeuw vond men bij gerichte archeologische opgravingen in La Chapelle-aux-Saints (1908), en Le Moustier (eveneens 1908) in de Franse streek de Dordogne skeletten die werden herkend als afkomstig van neanderthalers. Zelfs hele geraamtes van deze voorhistorische mens werden ontdekt en op grond van 100 vondsten werd het mogelijk een betrouwbaar beeld te verkrijgen van Homo neanderthalensis of de 'Neanderthalmens' die niet groter was dan 1,60 m, en volkomen rechtop liep.
De eerste reconstructies van het uiterlijk van de neanderthaler waren vooral gebaseerd op de vondsten te La Chapelle-aux-Saints en te Le Moustier, die het resultaat waren van gerichte archeologische opgravingen, waardoor daarvan betrekkelijk veel behouden was gebleven. De meeste eerder aan het licht gekomen resten betroffen toevallige, niet-wetenschappelijke vondsten.
De kromme gestalte op oudere afbeeldingen van de neanderthaler was gebaseerd op de reconstructie door Marcellin Boule van de skeletresten van een op hoge leeftijd overleden neanderthaler: de "grijsaard van La-Chapelle-aux-Saints". Na Boule waagde de Duitse antropoloog Hans Weinert zich eveneens aan een reconstructie, aan de hand van de resten van de eerder door Hauser gevonden en door Hermann Klaatsch beschreven Jongeling van Le Moustier.
Inmiddels zijn er botten van ongeveer 400 individuen bekend.
Na de ontdekking van vrij complete skeletten van neandertalers die met vermoedelijke grafgiften werden aangetroffen, zoals dat te Le Moustier, werd duidelijk dat ze hun doden begroeven, hetgeen wijst op een zekere vorm van geestelijk leven en een geloof in een hiernamaals, dat algemeen als een wezenlijk menselijk kenmerk wordt beschouwd. Dit gebruik zal hebben bijgedragen aan de mogelijkheid van fossilisatie van de botresten in de bodem, waardoor deze duizenden jaren behouden zijn gebleven.
De neanderthaler komt niet voor in Darwins On The Origin of Species (1859). Darwin liet de oorsprong van de mens in dat werk buiten beschouwing. In 1864 toonden twee vrienden hem een neanderthalerschedel. In The Descent of Man (1871) noemt Darwin de neanderthaler een keer: "Nevertheless it must be admitted that some skulls of very high antiquity, such as the famous one of Neanderthal, are well developed and capacious". Darwin accepteert dus dat de schedel van de neanderthaler relatief groot is (zonder afmetingen of datering te geven), maar daarmee past deze vondst niet zo goed in zijn betoog dat primitieve mensen kleinere schedels en hersenen dan de moderne mens zouden moeten hebben gehad. Geplaatst in de context van zijn tijd is het niet verwonderlijk dat Darwin in 1859 niets over de Neanderthalvondst schreef, omdat het toen de enige vondst was en er zeer tegenstrijdige interpretaties werden gegeven.

### 21e eeuw
Begin 21e eeuw werd de neanderthaler Krijn (50.000-35.000 jaar geleden) ontdekt voor de Zeeuwse kust. Het is de eerste neanderthaler die in Nederland is gevonden (het exemplaar in Engis even buiten beschouwing gelaten).
In 2019 werden er voetafdrukken van neanderthalers gevonden in Le Rozel, Frankrijk (ca. 80.000 jaar geleden) en in 2020 werden er voetafdrukken van neanderthalers in Zuid-Spanje ontdekt (ca. 106.000 jaar geleden).

## Ontstaan
De neanderthaler ontwikkelde zich zo'n 250.000 jaar geleden uit Homo heidelbergensis. Overgangsvormen zoals de Steinheimmens, meestal gezien als Europese varianten van Homo heidelbergensis, worden ook wel als "proto-neanderthaler" beschouwd. DNA-onderzoek van een H. heidelbergensis-individu van 430.000 jaar geleden uit Sima de los Huesos ('put van botten', Sierra de Atapuerca, Noord-Spanje) toonde echter dat diens mitochondriaal DNA meer overeenkwam met de latere denisovamens dan met de neanderthaler. Volgens deze gegevens zou de splitsing neanderthaler/denisovamens ongeveer 765.000 jaar geleden hebben plaatsgevonden. Dit plaatst de mogelijke gemeenschappelijk voorouder als Homo antecessor in plaats van Homo heidelbergensis, die pas vanaf 700.000 jaar geleden evolueerde.
De eerste onomstreden vondsten van skeletresten die de klassieke neanderthalerkarakteristieken vertonen dateren van 180.000 en 176.000 jaar geleden. Vondsten uit die tijd, midden in het Saalien, zijn weliswaar zeer zeldzaam, maar dit betekent niet dat er al niet eerder neanderthalers hebben rondgelopen. Pas zo rond 130.000 jaar geleden, tegen het einde van het Saalien en tijdens het voorlaatste interglaciaal, het Eemien (van 128.000 tot 116.000 jaar geleden), worden de vondsten talrijker. Een belangrijke vondst, die volgens de oudste schattingen van rond de 130.000 jaar geleden zou kunnen dateren, werd in 1899 op de site van Krapina nabij de gelijknamige stad in Kroatië gedaan.
De precieze plaats van de neanderthalers in de menselijke evolutionaire stamboom is onduidelijk. Algemeen wordt aangenomen dat zij weliswaar niet de directe voorouders van de moderne mens zijn. Recent DNA-onderzoek toont echter aan dat ze genetisch wel bijgedragen hebben. De neanderthalers leefden enige tijd gelijktijdig met de Europese vroege moderne mens (Homo sapiens sapiens). Door de meeste paleoantropologen wordt tegenwoordig aangenomen dat de moderne mens ongeveer 200.000 jaar geleden in Afrika onafhankelijk van de neanderthaler uit een andere Afrikaanse ondersoort van Homo heidelbergensis is ontstaan.

## Lichaamsbouw

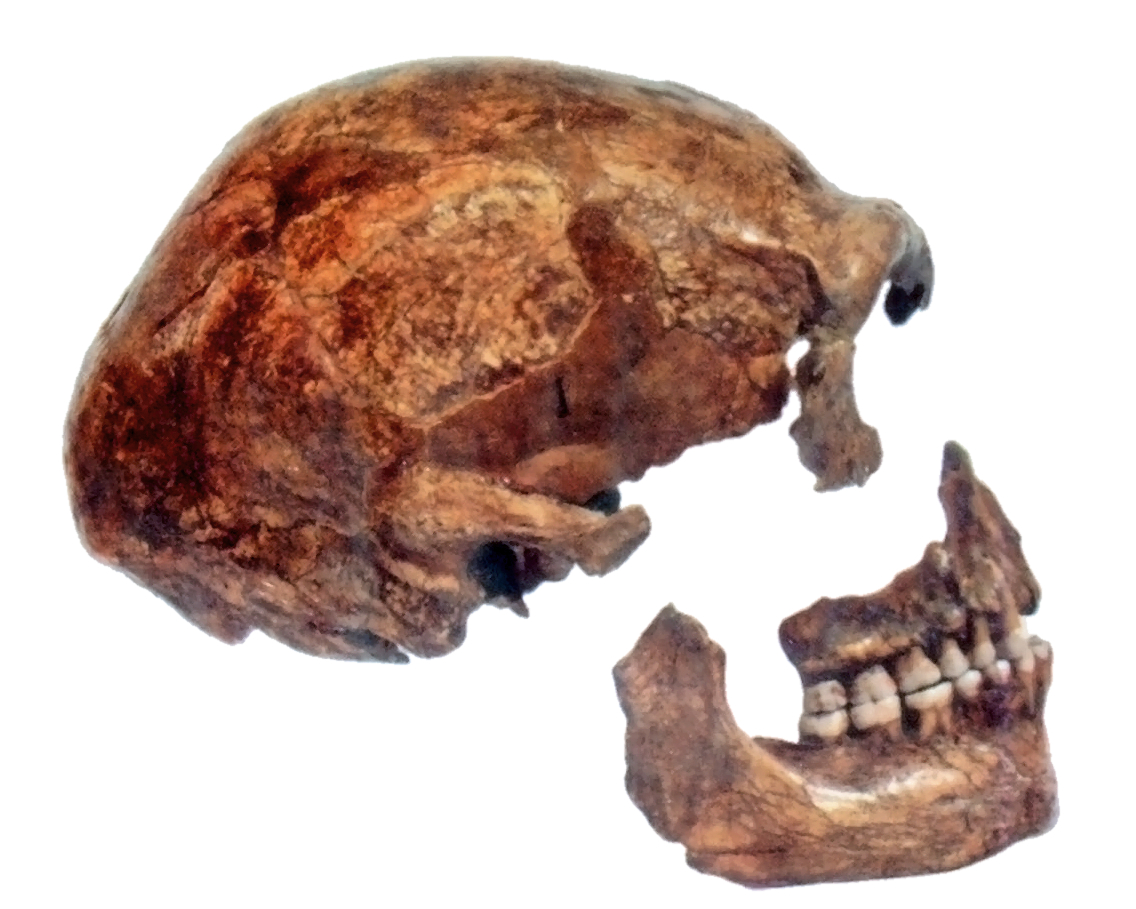
Schedel van een neanderthaler gevonden in Spy. Let op het lage voorhoofd, de langgerekte schedel en het bolvormig achterhoofd en het gat tussen de laatste kies en de opgaande tak van de kaak: dit zijn typische kenmerken van een neanderthaler.

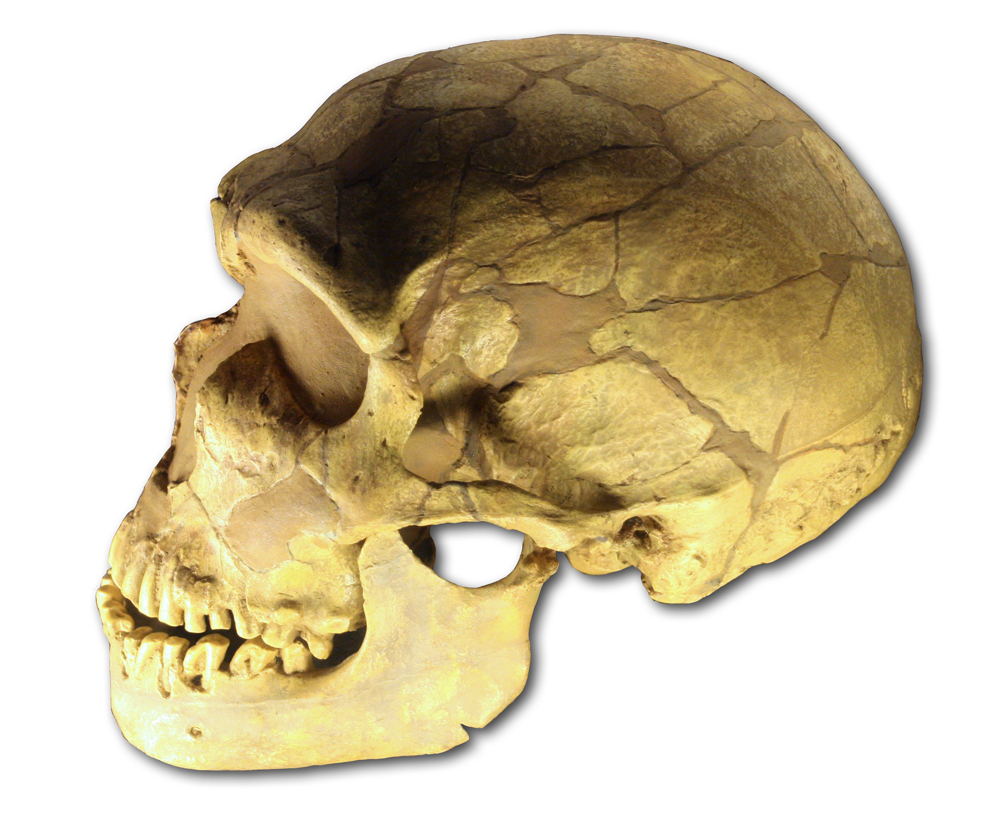
Schedel van een neanderthaler gevonden in La Ferrassie.

De evolutie heeft ervoor gezorgd dat de neanderthalers iets kleiner waren dan de moderne mens, zo'n 1,50 m tot 1,60 m, maar zwaarder gebouwd en mogelijk sterker. De neanderthaler overleefde minstens twee glacialen. Het overleven in winterse omstandigheden, met sneeuw, ijs en zeer lage temperaturen vereiste een heel andere levenswijze en lichaamsbouw. Bevriezing van lichaamsdelen is een groot gevaar.

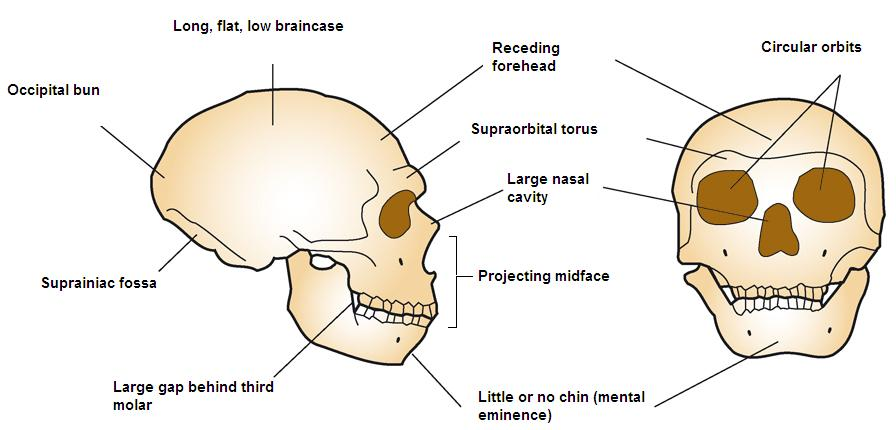
De anatomie van de schedel van een neanderthaler.

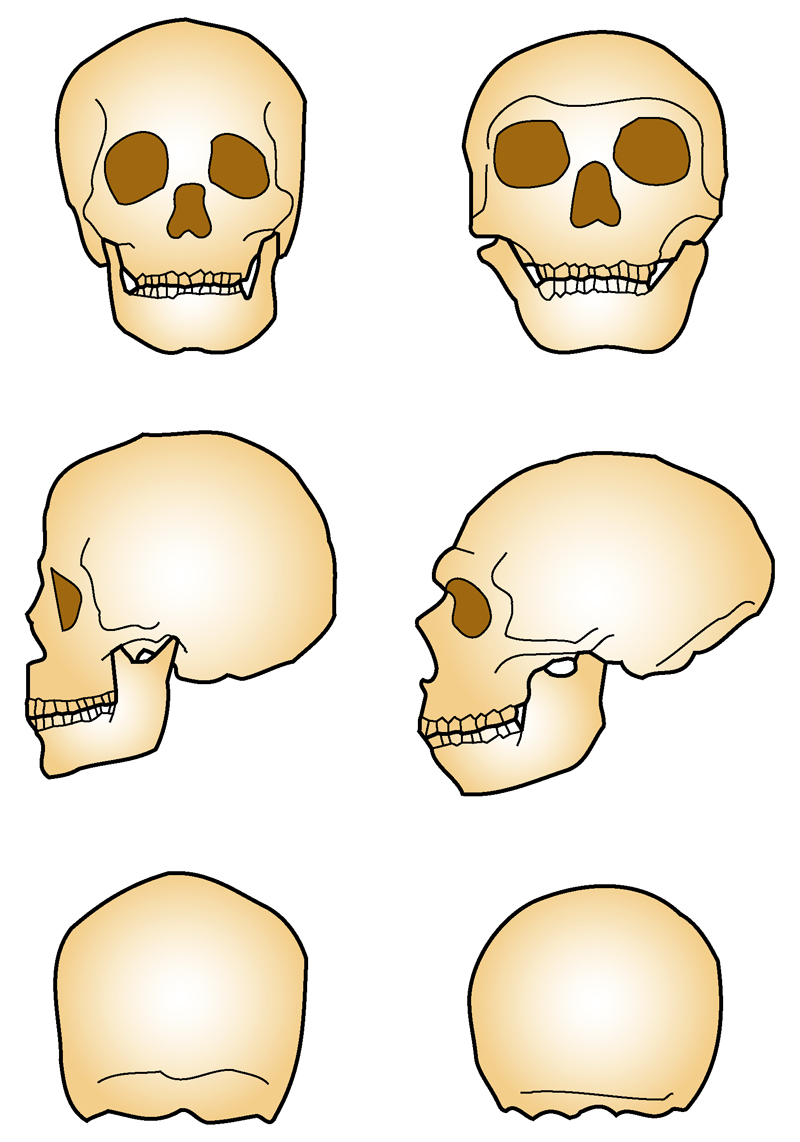
De linkerschedel is van Homo sapiens, die aan de rechterzijde is van een neanderthaler.

Neanderthalers waren anatomisch duidelijk te onderscheiden van de moderne mens door de langwerpige vorm van hun schedel, hun zware wenkbrauwboog (de torus supraorbitalis, een benen rand die de bovenste oogkassen omspant), hun grote neus en terugwijkende kin. Mannelijke neanderthalers waren gemiddeld 165 centimeter lang (vrouwen waren 10 centimeter korter) en hun ruggengraat vertoont dezelfde welving als die van de moderne mens. Hun onderbenen waren kleiner, waardoor ze geen efficiënte lopers waren.
De algehele robuustheid van de schedel was waarschijnlijk een gevolg van sterk ontwikkelde kaakspieren. Er wordt aangenomen dat hun grote neus diende om koude lucht voor te verwarmen. Robert Winston stelde in de BBC-documentaire "Walking with Cavemen" dat dat niet zeker was, en hun neus bij wijze van spreken ook had kunnen dienen om af te koelen bij inspanning zodat ze niet zweetten, want dit zou in de koude bevriezen.
Recent genetisch onderzoek toont aan dat in ieder geval sommige neanderthalers een lichte huid en rossig haar moeten hebben gehad. Sinds eind jaren 90 van de vorige eeuw vindt DNA-onderzoek op resten van neanderthalers plaats en sinds 2006 is er het Neanderthal genome project. Wegens het gunstiger klimaat waren neanderthalers in het oosten vermoedelijk slanker dan hun verwanten in het westen, maar nog steeds forser gebouwd dan de hedendaagse mens.
Een neanderthalerkind heeft zich waarschijnlijk wat sneller ontwikkeld dan de moderne mens: een kind van acht verkeerde in een overeenkomstig ontwikkelingsstadium als een moderne twaalfjarige.

### Gebit
Onderzoekers hebben ontdekt dat de snijtanden sneller doorkwamen dan bij de huidige mens en oudere mensensoorten. De tandgroei hangt samen met de lengte van de jeugd. Waarschijnlijk was de neanderthaler dus sneller volwassen dan de huidige mens. Met zijn 15e jaar zou hij al volgroeid zijn. Aan de hand van karakteristieke slijtage aan de voortanden kon men besluiten dat hun gebit gebruikt werd als derde hand om dingen mee te bewerken en vast te houden. De benodigde sterke kaakspieren zouden ook de robuuste schedel verklaren.

### Hand
De vingerbeenderen waren robuuster en dikker dan bij de moderne mens. De duim stak uit met een grotere hoek dan bij een moderne mens. De hand was zeer geschikt voor een sterke greep. De handen werden echter ook gebruikt voor precisiewerk.

### Hersenen
De herseninhoud van een volwassen neanderthaler (gem. 1650 cc) was groter dan die van de gemiddelde moderne mens (gem. 1500 cc). Een andere bron geeft een gemiddelde van 1520 cc met een spreiding van 1245 tot 1740 cc en het gemiddelde van de mens als 1400 cc. In beide gevallen heeft de neanderthaler grotere hersenen dan de moderne mens. Dit is opmerkelijk, want hun lichaamslengte was kleiner en daarom zou men iets kleinere hersenen verwachten. Andere auteurs zeggen dat de hersengrootte juist perfect past bij het zwaardere lichaam. In moderne evolutiehandboeken wordt of zonder commentaar gemeld dat de hersenen van de neanderthaler 10% groter waren dan moderne mensen, of dat dit perfect in overeenstemming is met hun groter lichaamsgewicht.
Uit een onderzoek van een neanderthalerbaby en drie kinderen is gebleken, dat net na de geboorte de hersenen van de neanderthaler vrijwel identiek waren aan die van baby's van de moderne mens, dat wil zeggen langwerpig. Gedurende hun ontwikkeling tot volwassenheid blijft deze vorm grotendeels onveranderd, terwijl bij de kinderen van de moderne mens de hersenen zich ontwikkelen in de ronde volwassen vorm. Bij de studie van een 7-jarig kind van 49.000 jaar geleden lijkt het erop dat de groei van het brein bij kinderen even traag of zelfs trager verliep dan bij de moderne mens. Uit deze studie over één individu kan echter nog geen conclusie getrokken worden.
De evolutie tot grotere hersenen bij de neanderthalers is onafhankelijk van de gelijkaardige evolutie bij Homo sapiens (de moderne mens). 17 schedels van neanderthalervoorouders, die zijn gedateerd op 430.000 jaar geleden in Noord-Spanje, hebben kleinere hersens dan de latere neanderthalers. Deze evolutie moet gezien worden tegen de achtergrond van het koude klimaat tijdens de ijstijden, dat andere overlevingseisen stelde. Het zou kunnen betekenen dat neanderthalers andere mentale eigenschappen ontwikkelden. Uit DNA-studies van neanderthalergenen die van invloed zijn op de ontwikkeling van de hersenen hopen onderzoekers het neanderthalerbrein en gedragskenmerken gedeeltelijk te kunnen reconstrueren. Bij sommige moderne mensen zijn sommige van deze neanderthalergenen aanwezig. Geneticus John Blangero van het Texas Biomedical Research Institute voert vergelijkend statistisch onderzoek uit met MRI-scans van mensen met verschillende genvarianten. Hij heeft aanwijzingen voor wezenlijke verschillen in het brein tussen de neanderthalers en de moderne mens. Zo zou het centrum van Broca en de amygdala kleiner zijn bij neanderthalers. Bij gebrek aan onderzoek op levende neanderthalers is het maar zeer de vraag hoe betrouwbaar deze resultaten zijn. Temeer omdat over de verbanden tussen genen en de ontwikkeling van het brein in de moderne mens nog weinig bekend is.

### Spraak en taalvaardigheid
Het is onwaarschijnlijk dat mensen die anatomisch zo dicht bij de moderne mens stonden, in groepen leefden en bij de jacht samenwerkten niet over gevorderde communicatiemethoden zouden hebben beschikt. Een gevonden tongbeen laat zien dat dat deel van hun strottenhoofd, het enige dat kan fossiliseren, niet te onderscheiden was van dat van de moderne mens. Ook de ligging van de larynx bevestigt dat de neanderthaler over de anatomische voorwaarden beschikte om te spreken. Hij komt sterk overeen met die van een volwassen mens. Ook een computersimulatie uit 2013 op de beweging van het tongbeen suggereert dat neanderthalers de mogelijkheid hadden om te spreken.
Door paleogenetische studies in oktober 2007 bleek dat het FOXP2-gen van neanderthalers hetzelfde was als van de moderne mens. Svante Pääbo, co-auteur van de FOXP2-genstudie, stelt vast dat er geen reden is om aan te nemen dat ze niet konden spreken, maar dat er nog meer genen betrokken moeten zijn bij hun spraak dan we tot nu toe kennen.

## Cultuur

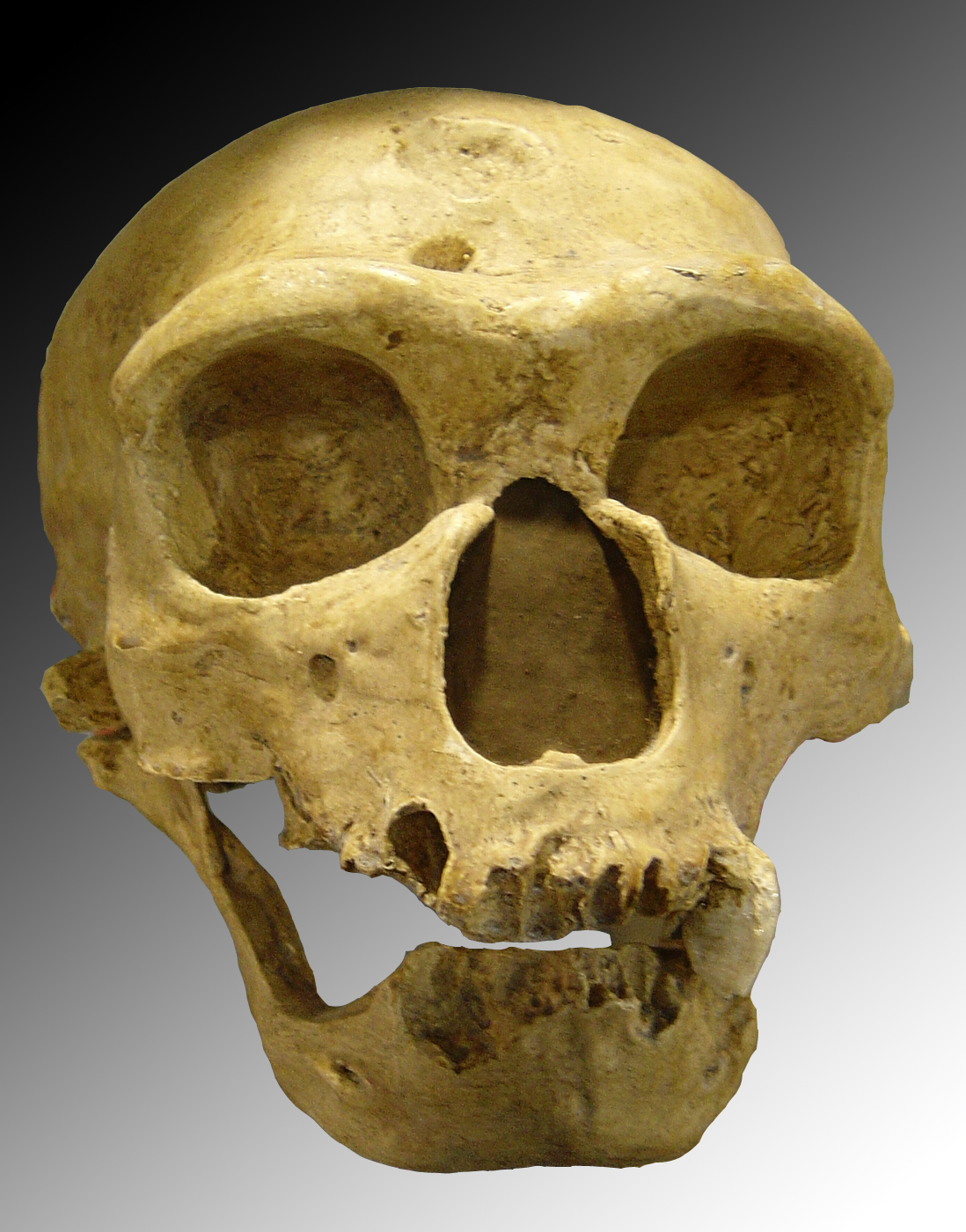
Schedel van neanderthaler

Door de tand des tijds blijft vooral het stenen (lithisch) materiaal bewaard. Het organisch materiaal is meestal vergaan. Soms worden botten en kiezen aangetroffen en vaak is er ook houtskool aanwezig van kampvuurtjes. Dat de neanderthalers over vuur beschikten en vaardig waren in het maken van vuur wordt niet betwijfeld. Mogelijk werd het vuur reeds een half miljoen jaar geleden of eerder "ontdekt" door zijn voorganger de Homo antecessor. In Italië, Kroatië en Syrië zijn sporen en resten van werpsperen gevonden. Bij neanderthalerskeletten zijn ook sporen van grafrituelen aangetroffen, zoals rode oker die over het lijk werd gestrooid, en dierenbotten die werden meegegeven.
Kunstuitingen zoals gegraveerde stenen beeldjes die met zekerheid aan neanderthalers kunnen worden toegeschreven zijn, zoals bij de cro-magnonmens, niet bekend. Mogelijk zijn recent gevonden rotstekeningen in de Nerjagrotten bij Málaga door neanderthalers gemaakt, maar daarover is nog geen zekerheid. Ook voor handel door neanderthalers is het bewijs veel beperkter. Vuurstenen werktuigen zijn niet altijd gemaakt van lokaal aanwezige vuursteen. Dit hoeft echter niet op handel te wijzen maar kan ook op een trekkende levenswijze duiden.

### Werktuigen
Uit opgravingen blijkt dat de neanderthaler de beschikking heeft gehad over werktuigen van diverse aard. Het merendeel van de vondsten bestaat uit stenen werktuigen, zoals vuistbijlen en schrabbers. Er zijn indicaties dat de neanderthalers hun eigen technologie hebben ontwikkeld met benen lissoirs (polijststeen) gemaakt van been om dierenhuiden te bewerken en dat deze techniek later is overgenomen door de moderne mens. Andere wetenschappers vermoeden dat de moderne mens eerder aanwezig was in Europa en deze techniek introduceerde.
Een studie van de Franse archeoloog J.M. Geneste heeft aangetoond dat vuursteen over grote afstanden kon worden vervoerd. Afstanden van meer dan 100 kilometer kwamen voor, maar waren zeldzaam en alleen als het ging om zeer goede grondstof. Volgens Geneste moet er bij de neanderthalers dan ook sprake zijn geweest van een handelsnetwerk.
De vondsten van stenen werktuigen over de gehele neanderthalerperiode laten een technologische ontwikkeling zien, die duidelijk maakt dat deze mensensoort in staat was te veranderen. Er zijn twee grote afslagtechnieken bekend die door de neanderthaler werden gebruikt: enerzijds de Levalloistechniek die resulteerde in het voor de meeste neanderthalervondsten karakteristieke Moustérien. Late neanderthalers namen echter ook de klingentechniek van het door de moderne mens ontwikkelde Aurignacien over.

#### Moustérien
Het Moustérien, genoemd naar de eerste vindplaats Le Moustier in Frankrijk, is veel verfijnder dan het voorafgaande Acheuléen en kenmerkt zich door een afname in het gebruik van grote, zware handbijlen ten gunste van lichte bijlen, fijnere schrabbers en klingen.
Een doorontwikkeling van de Levalloistechniek vond plaats in het laat-Mousterien als een voorloper van de klingentechniek uit de perioden daarna, waarbij splinters (klingen) van een voorbereide kern werden afgeslagen, die vlijmscherpe snijkanten hebben waardoor ze uitermate geschikt zijn om als mes te gebruiken. Daarnaast was het door deze techniek ook mogelijk om meer werktuigen uit een stuk vuursteen te halen. De bron, het brok (vuur)steen waar de afslagen vanaf werden gehaald, werd eerst voorbewerkt zodat een goed slagvlak ontstond. De neanderthaler was door nauwkeuriger voorbewerking van het uitgangsmateriaal steeds beter in staat de uiteindelijk gewenste vorm van de afslag te bepalen, waarna ook vaak minder nabewerking nodig was voor het maken van het gewenste werktuig.
Stenen werktuigen met een (houten) handvat worden voor het eerst aangetroffen tijdens het Mousterien. De neanderthalers ontwikkelden een techniek waarbij ze stenen punten door middel van hars en dierenpezen aan een steel bevestigden. Zij vervaardigden op deze manier hakbijlen en mogelijk ook (werp)speren.
Rond 75.000 jaar geleden introduceerde de neanderthaler een grotere vuistbijl en leerde werktuigen te maken van been, gewei en ivoor. Vanwege de gelijkenis met een veel ouder Aucheulisch ontwerp wordt deze Moustérien of Aucheulean Tradition (MAT of MTA) genoemd. Deze naamgeving suggereert een teruggrijpen op werktuigen van 225.000 jaar eerder, maar een nieuwe analyse van de betrokken afslagtechniek heeft aangetoond dat de MAT ten opzichte van het Moustérien een sprong vooruit was en op zichzelf weer de basis voor een hele serie technische vernieuwingen in vuursteenbewerking.
Binnen de Moustérientechnologie bestaat een groot verschil tussen die van de neanderthalers uit Zuid-Europa en die uit het oosten. Dit wijst op mogelijke technologische en cultuurverschillen tussen de verschillende neanderthalergroepen.

#### Châtelperronien
Bij Châtelperron in het departement Allier werd vuurstenen gereedschap gevonden dat gedeeltelijk leek op de oudere Moustérien-werktuigen van de neanderthaler maar ook op het Aurignacien-gereedschap van de moderne mens. Er lagen werktuigen bij van been, gewei en ivoor. Eveneens zijn er eenvoudige sieraden aangetroffen. In Frankrijk en Noord-Spanje, Midden-Europa en Italië werden soortgelijke vondsten gedaan. De eerste voorbeelden van Châtelperronien-werktuigen dateren van ongeveer 32.000 jaar geleden. Deze nieuwe, geavanceerdere werktuigen worden voornamelijk in Zuid-Frankrijk en Spanje aangetroffen.
In eerste instantie werd het Châtelperronien door de overeenkomsten met het Aurignacien toegeschreven aan de eerste anatomisch moderne mensen die Europa binnen trokken. Uit latere vondsten bleek dat het neanderthalers waren die deze werktuigen maakten. In 1979 groef men te Saint-Césaire het skelet op van een neanderthaler te midden van Châtelperron-gereedschap. Niet Homo sapiens, maar de neanderthaler bleek dus verantwoordelijk voor deze technologische vooruitgang.

### Vezels
In de Franse Ardèche zijn vezels, die deel uitmaken van een driestrengenkoord, gevonden gehecht aan een stenen werktuig. Deze vezels zijn afkomstig van de binnenbast van coniferen. Deze vezels zijn gedateerd tussen de 41.000 en 52.000 jaar oud in het Neanderthal-tijdperk in Europa. Hieruit wordt afgeleid dat de neanderthaler over een uitgebreide vezeltechnologie beschikte (koord, kleding).

### Vuur

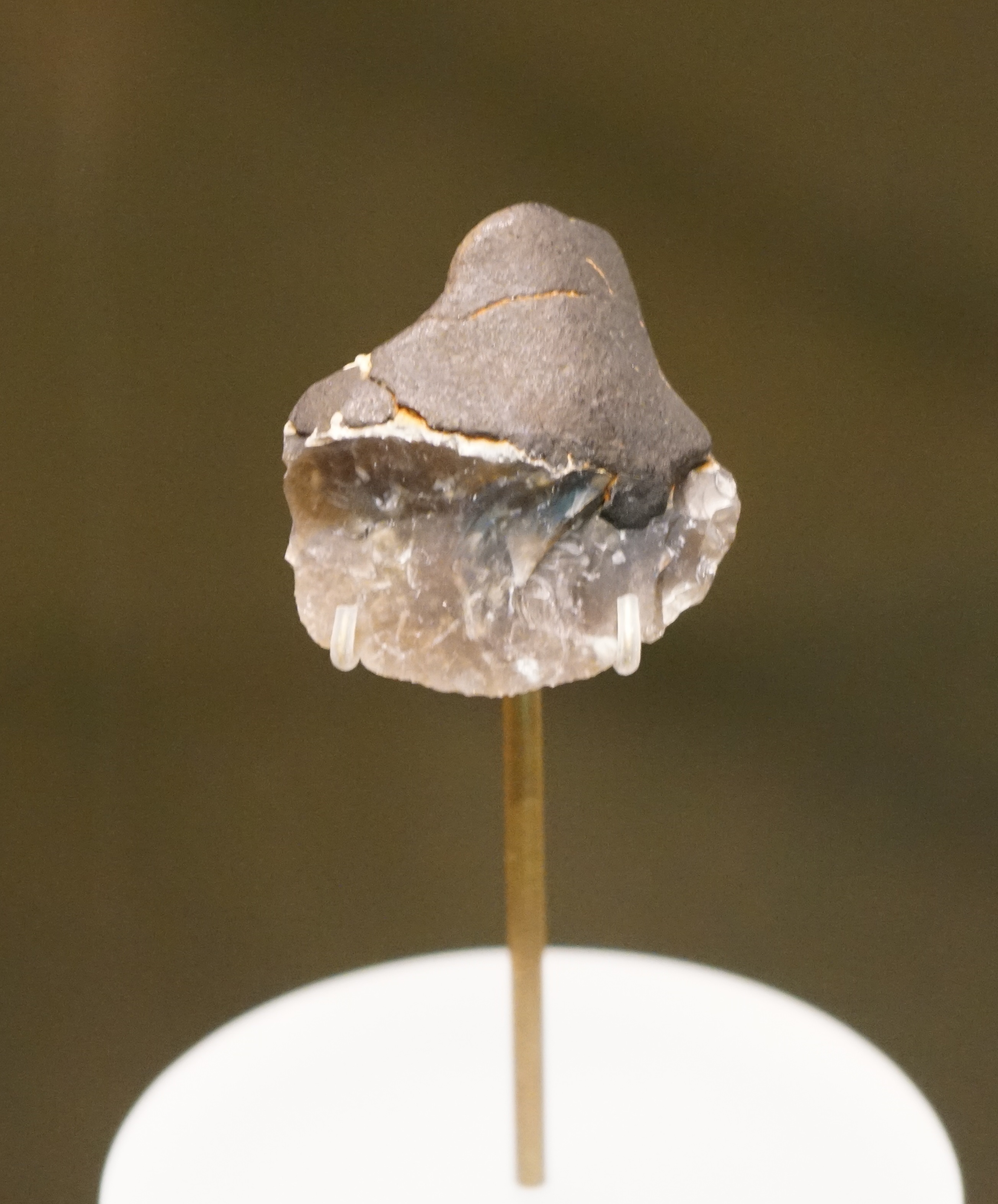
Vuurstenen mesje gevat in berkenpek (gevonden op de Zandmotor).

Er wordt aangenomen dat in de wintermaanden vooral bevroren vlees werd gegeten dat opgewarmd en gebraden werd in het vuur. Een groot prooidier werd zo snel mogelijk geslacht en in kleinere stukken gehakt voordat het bevroor, en zo bewaard. Door de neanderthaler werd het vuur niet alleen gebruikt om voedsel mee te bereiden, maar ook om ruimten te verwarmen, en als middel om werktuigen te maken en te verfijnen. Er zijn ook aanwijzingen dat de neanderthaler pek uit berkenbast maakte. De bast werd in de grond begraven, aangestoken en vervolgens toegedekt met grond. Door het langzame smeulen ontstaat een soort teer. Hiermee werden bijvoorbeeld speer- en pijlpunten vastgelijmd. Uit latere praktijkexperimenten blijkt dat er simpelere methodes bestaan om die pek aan te maken. Daarnaast werd vuur ook gebruikt als bescherming, om wilde dieren weg te houden.
Ze waren waarschijnlijk in staat om het vuur eigenhandig te ontsteken. Op veel plaatsen is brandstof beperkt of lastig te verzamelen onder sneeuwomstandigheden. (Groen hout kan helemaal niet gebruikt worden.) Verder kost het tijd en energie om brandhout te verzamelen.

### Woningen
De meeste neanderthaleroverblijfselen zijn gevonden in grotten. De kans op het vinden van neanderthaleroverblijfselen buiten de grotten is veel kleiner, maar dat betekent niet dat ze er niet zijn. In veel streken zijn grotten echter niet aanwezig (meestal alleen bij kalkgesteente) en de neanderthalers moesten andere behuizingen bouwen om zich te beschermen tegen kou. In Oekraïne zijn overblijfselen gevonden van een huis gebouwd met mammoetbeenderen als ondersteuning. Dit toont aan dat de neanderthalers ook vrij gesofisticeerde woningen konden bouwen zelfs als er geen geschikt hout voorradig is.

### Kleding en schoeisel
Over de kleding en de levenswijze is niets terug te vinden in de archeologische vindplaatsen omdat kleren en schoenen vergaan. Uit vergelijkende studies met bevolkingen die in koude klimaten leefden en studies in het energieverbruik in de isolerende werking van kleding en de mogelijke overlevingsstrategieën kunnen enige conclusies worden getrokken. De neanderthalers beschikten niet over lastdieren, sleden of kano's, wat de uitrusting die ze konden meenemen van basiskamp naar basiskamp zeer beperkte. Er wordt van uitgegaan dat ze in de wintermaanden beperkt waren tot een klein gebied en kampen bouwden strategisch gelegen vlak bij de zomer/winter migratieroutes van dieren. In de herfst werd een wintervoorraad van gedroogd vlees aangelegd. De paleoantropologen verschillen van mening over de complexiteit en gesofisticeerdheid van de Neanderthaalse kleding en schoeisel.

#### Simpele-kledinghypothese
De neanderthalers beschermden zich tegen de kou met grote dierenvachten. Er is geen bewijs dat ze kleinere dierenvachten aan elkaar konden naaien voor warme, lichte, soepele kleding. Het gebruik van handschoenen en schoenen is niet aangetoond. Wel waren de tenen en vingers dikker en steviger met een goede bloedsomloop. Dit vereiste echter een hoog energie- en voedselgebruik. Er wordt verondersteld dat ze geen sneeuwschoenen gebruikten om door diepe sneeuw te lopen, maar dat ze die plekken vermeden. Daar er echter geen kleding bewaard is gebleven zijn dit veronderstellingen. Volgens sommige wetenschappers pasten de neanderthalers zich aan aan de kou met hoofdzakelijk lichamelijke veranderingen. Het kan zijn dat neanderthalers veel behaarder waren dan de moderne mens, maar hier is geen bewijs van, omdat haar niet bewaard wordt op de vindplaatsen (alleen beenderen). Ze hadden wel de beschikking over simpele kleding die maar een beperkte isolatie gaf. Door hun lichamelijke aanpassing aan de kou hadden ze weinig behoefte om de complexere kleding te ontwikkelen die veel beter isoleert. Dit vereist dat stukken leer/pels precies op maat gesneden worden om aan elkaar genaaid te worden voor een passende lichaamsvorm en meerdere lagen van kleding. De aanpassingen van het lichaam aan de kou werkten maar tot een zekere mate. Als het echt koud werd, verhuisden de neanderthalers naar warmere streken. De moderne mens die veel kwetsbaarder is voor de kou, ontwikkelde veel sneller de onmisbare technologie voor de complexere kleding en kon zich hiermee ook in een veel kouder klimaat aanpassen. Een van de uitsterftheorieën is paradoxaal genoeg dat de neanderthaler uitstierf door onverwacht strenge kou. Niet zozeer in lage temperaturen maar omstandigheden met een lage gevoelstemperatuur.

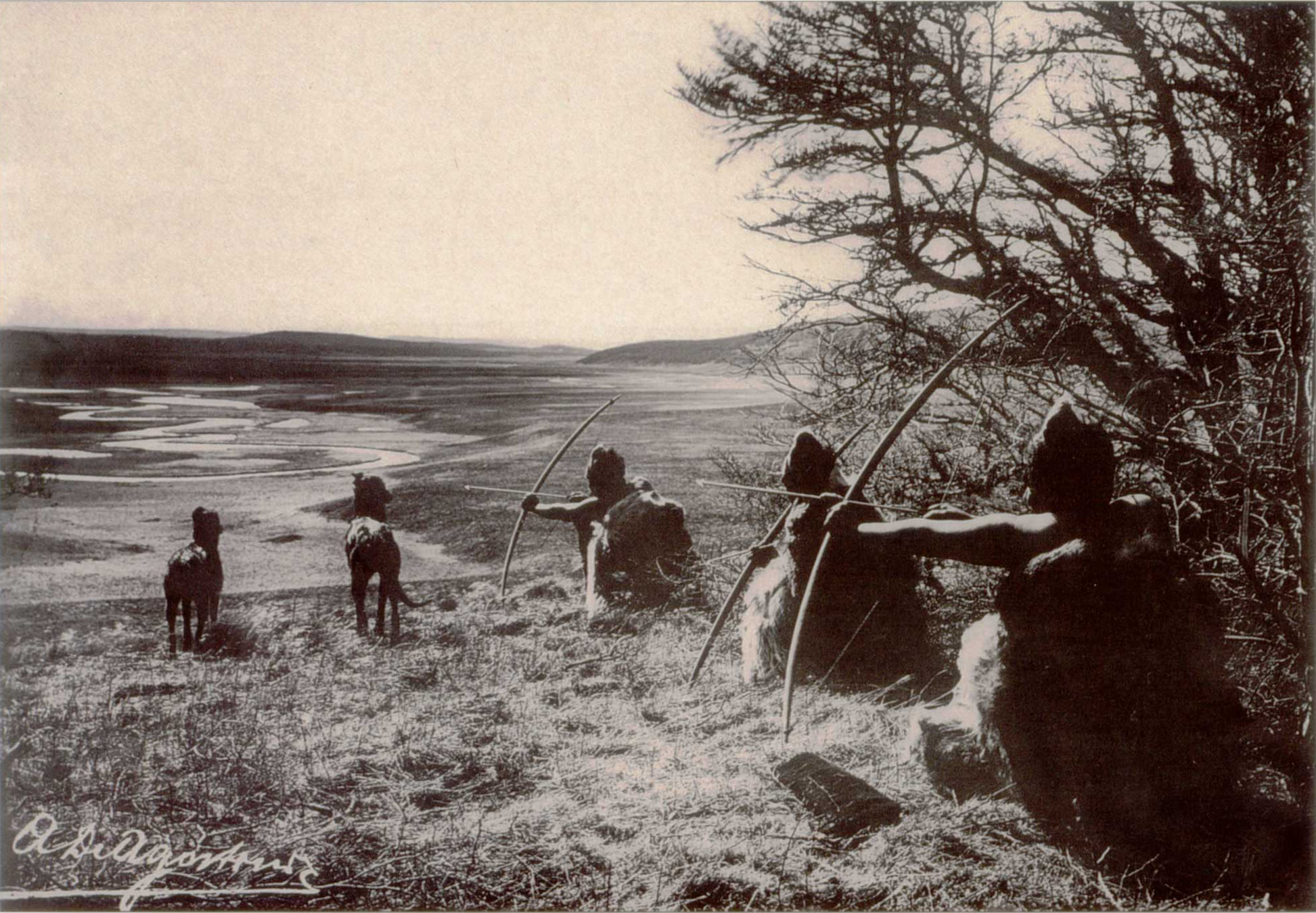
De Selknamindianen op jacht in Vuurland. Ook een indianenstam in Vuurland die maar beperkte kleding droeg.

De enige moderne vergelijking met het leven in de kou met geen of weinig kleding is die met de Yahganindianen, die zo leefden in het ijskoude Vuurland tot ze in contact kwamen met de westerse wereld, waarna ze ook kleding gingen dragen. Ze leven aan de kust en hebben hierdoor een koud maritiem klimaat met koele zomers, maar geen extreem koude winters. De meeste neanderthalers leefden in een continentaal klimaat met warmere zomers en koudere winters. De Selknamindianen pasten zich op de volgende manieren aan het koude klimaat aan.
- Ze zaten rond kleine vuurtjes wanneer ze konden en gebruikten hun boten als beschutting, evenals rotsformaties. De naam van "Tierra del Fuego" kwam van de vele vuurtjes die de Europeanen zagen.
- Ze smeerden zichzelf in met dierenvet. (De vrouwen zwommen in het ijskoude water om schelpdieren te plukken.)
- Ze evolueerden net als de neanderthalers met een snellere stofwisseling, waardoor er meer lichaamswarmte wordt gegenereerd. Ze leven al meer dan 10.000 jaar in deze omgeving.
- Hun natuurlijke rusthouding is de diepe hurkhouding, die de blootgestelde buitenoppervlakte minimaliseert en het warmteverlies beperkt (en bij neanderthalers de hoeveelheid benodigde beschermende dierenpels beperkt als ze in die houding sliepen).

Er wordt op basis van modelstudies van uitgegaan dat sommige neanderthalers hun handen en voeten beschermden door ze te wikkelen in huiden en simpele schoenen. Er wordt verondersteld dat ze geen kwaliteitsschoenen maakten met een goede grip en tractie. Er zijn anatomische aanwijzingen dat de moderne mens in het laatpaleolithicum schoenen droegen. De kleinere tenen werden minder robuust door het gebruik van schoenen.

#### Complexe-kledinghypothese
Volgens Bent Sørensen en Yehudi A. Cohen konden de neanderthalers wel goede soepele isolerende kleding maken en isolerende schoenen met een goede grip. Ze sliepen onder mammoetpelsen in beschutte schuilplaatsen. Bij slecht weer en tijdens de lange winternachten kwamen ze vermoedelijk niet buiten. Het is mogelijk de kou te bestrijden door een snellere stofwisseling (lichaamstemperatuur), maar dat verhoogt wel het calorieverbruik en de benodigde voedselhoeveelheid. Hierdoor moet meer worden gejaagd. Het jagen zelf kost echter ook veel energie en tijd en is problematisch als er te weinig prooi is. Bevriezing van ledematen kan leiden tot gangreen en is hierdoor levensgevaarlijk in primitieve omstandigheden. Het gaat er bovendien niet om het overleven in de gemiddelde winterse weersomstandigheden, maar langere periodes van extreem koud weer die kunnen voorkomen. Slecht isolerende kleding is dan fataal, zelfs met een lichaam dat geëvolueerd is om beter tegen de kou te kunnen.

### Kunst
In de Spaanse grotten van Nerja hebben Spaanse wetenschappers naar hun mening mogelijk de eerste rotstekeningen gevonden die zijn gemaakt door neanderthalers. Het gaat om zes eenvoudige roodbruine tekeningen die zeehonden afbeelden, die wellicht door de neanderthalers werden gegeten. De onderzoekers denken dat de tekeningen zo'n 43.000 jaar oud zijn. Daarmee zijn ze 13.000 jaar ouder dan de rotstekeningen in de Franse grotten van Chauvet, die tot nu toe tot de oudste kunst uit de prehistorie golden.
Dit is echter niet de eerste vondst die aangeeft dat de neanderthaler kunstzinnig was. In 2003 hebben wetenschappers een stuk steen dat een eenvoudig gezicht laat zien gevonden. Ook de ontdekking in 2008 van door neanderthalers beschilderde, doorboorde schelpen bevestigt deze mening. Ze blijken 115.000 jaar oud te zijn. In de grot La Pasiega in de regio Cantabrië is de schildering van een 'ladder' gevonden van meer dan 64.000 jaar geleden. Nu is gebleken dat niet de moderne mens, maar de neanderthaler de oorspronkelijke grottekenaar van Europa was.
João Zilhão, professor aan de Universiteit van Lissabon, zei dat neanderthalers het vermogen hadden om symbolen te gebruiken en abstract te denken, gebaseerd op grotten in Spanje.

### Voeding
De neanderthalers aten veel vlees en waren goede jagers, die onder andere oeros, wisent, hert, rendier en muskusos bejaagden. Hierbij werden waarschijnlijk stootsperen gebruikt. Uit een analyse van verwondingen van neanderthalskeletten blijkt een overeenkomst met het soort kwetsuren dat tegenwoordig door rodeorijders wordt opgelopen, met veel verwondingen van nek en hoofd, wijzend op contactgevechten. Een aantal skeletten heeft ernstige maar genezen verwondingen, wijzend op verzorging door anderen.
Om het kleine maar sterke lichaam van een volwassen neanderthaler te voeden moesten ze meer dan 4.000 kilocalorieën per dag eten. In de winter kon dit stijgen tot 7.000 kilocalorieën, bijna drie keer zoveel als de moderne mens.
Er zijn vijf methodes om het voedsel van neanderthalers te achterhalen:
- radiometrische datering van het collageen in hun botten;
- coprolietenanalyse;
- analyse van botten van dieren die op hun verblijfplaatsen zijn gevonden;
- analyse van hun tanden.
- DNA-analyse van de tandsteenbacteriën

Uit isotoopanalyse blijkt dat ze carnivoren waren. Door middel van het analyseren van gemalen stukken neanderthalerbot is te zien dat er extreme hoge gehaltes aan stikstof en koolstof in zitten. Dat bevestigt dat hun dieet voor het grootste gedeelte uit vlees bestond.
Deze theorie wordt bevestigd door de coprolieten, die voor bijna 100% bestaan uit verwerkt vlees. Dit vlees is helemaal verteerd, wat er op wijst dat de spijsvertering van de neanderthalers goed geschikt was om zoveel vlees te verteren.
Wetenschappers stellen vast dat 85% van hun dieet uit vlees bestond, net zoveel als bij carnivoren zoals wolven. Voor moderne Europeanen bestaat het dieet voor slechts 12% uit vlees. Zoals bij andere carnivoren bevond zich bij neanderthalers in de maag een speciale combinatie van enzymen, die ervoor zorgen dat zij rauw vlees konden eten. Gegaard vlees is echter beter verteerbaar en voedingsrijker. De hitte van het vuur breekt de proteïne- en vetmoleculen, wat ervoor zorgt dat het lichaam ze makkelijker opneemt. Ook doodt de hitte parasieten en schadelijke bacteriën. Daarnaast is het makkelijker om dan het beenmerg uit de botten te krijgen. De vaardigheid om vlees te koken gaf ze een voordeel op andere roofdieren.
Uit de analyse van botten van prooidieren blijkt dat ze op grote herbivoren zoals rendieren en mammoeten jaagden, en in veel mindere mate op kleinere dieren zoals vogels of vissen. In twee grotten in Gibraltar waar neanderthalers bivakkeerden zijn resten van schelpdieren, jonge zeehonden en dolfijnen gevonden. Tevens zijn er aanwijzingen dat ze herten, wilde zwijnen en beren gegeten hebben.
De neanderthalers kookten ook planten en noten. Toch was het neanderthalerdieet waarschijnlijk minder flexibel en minder gevarieerd dan dat van de moderne mens, die behalve groot wild ook vogels en vis at. Er zijn echter ook aanwijzingen dat de neanderthaler toch gevarieerder at dan vaak vermoed wordt. Uit DNA-studies van tandsteenresten blijkt dat het dieet afhankelijk van de leefomgeving was: Belgische neanderthalers aten voornamelijk vlees, terwijl Spaanse neanderthalers bijna alleen plantaardig voedsel aten.
Sommige neanderthalers die aan de Middellandse Zee leefden, doken twee tot vier meter onderwater om schelpen te plukken, blijft uit onderzoek van bewerkte schelpen. Dit toont aan dat ze zich goed konden aanpassen aan de mogelijkheden aan de kust.

#### Kannibalisme of ontvlezing
Kannibalisme kan een substantiële eiwitbron voor mensen zijn geweest. Kannibalisme was een verschijnsel dat ook bij andere hominiden voorkwam. Analyse van de craniale en postcraniale overblijfselen van Homo antecessor, waarvan de oudste gevonden zijn in Gran Dolina (Sierra de Atapuerca, Burgos), en geschat worden op meer dan 800.000 jaar geleden, vertonen sporen van menselijke wijzigingen, waaronder inkepingen, groeven en botbreuken, die verband houden met het slachten van karkassen. De menselijke botresten waren vermengd met skeletdelen van dieren. Deze dierlijke resten vertonen dezelfde verwerkingskenmerken. Deze gegevens suggereren dan ook dat naast dieren ook mensen door deze mensensoort geconsumeerd werden. In Krapina (Kroatië) werden beenderen van neanderthalers aangetroffen die waren opengebroken en waar het beenmerg was uitgehaald, wat volgens sommigen op kannibalisme duidt. Andere botten tonen inkepingen waar met een vuurstenen gereedschap systematisch vlees van de beenderen zou zijn weggehaald.
Een ander mogelijk bewijs voor kannibalisme bij neanderthalers werd in 1999 gevonden in een Franse grot. De 100.000 tot 120.000 jaar oude beenderen die in de Moula-Guercygrot ten westen van de Rhône werden gevonden indiceren dat een groep neanderthalers de botten van zeker zes anderen van vlees ontdeden en daarna met stenen werktuigen kapotsloegen om bij het merg en de hersenen te komen.
Menselijk vlees werd mogelijkerwijs als een waardevolle voedselbron gezien. Overigens hoeven de sporen op de botten niet per se te wijzen op kannibalisme, maar kunnen ze ook wijzen op begrafenisrituelen waarbij het vlees van de doden om religieuze redenen werd verwijderd.
Krapina in het huidige Kroatië is een van de eerste en een van de belangrijkste vindplaatsen en vermaard om zijn neanderthalerfossielen, die de aanleiding waren voor het vermoeden, dat Homo neanderthalensis mogelijkerwijs aan kannibalisme deed. Het onderzoek door Mary D. Russell, waarbij de snijsporen op de fossiele overblijfselen van 22 neanderthalers vergeleken werden met die gevonden op door neanderthalers gejaagd en geslachte overblijfselen van prooidieren, laten verschillen zien. De snijtekens zijn ontstaan door een postmortale verwerking van de lichamen waarschijnlijk ter voorbereiding op een begrafenis, waarbij de beenderen van het vlees werden ontdaan. Deze bevinding wordt niet gedeeld door andere onderzoekers. Het bewijsmateriaal voor een begrafenisrite is volgens het Paola Villa Research Associate niet overtuigend en onvoldoende. Hetzelfde geldt voor kannibalisme.
Ondubbelzinnig bewijs van de door de neanderthaler veroorzaakte modificatie van menselijke botten is eveneens waargenomen bij relatief jonge fossielen van een negental neanderthalers, die opgegraven zijn in de grot van El Sidrón (Spanje). Onvolwassen voorhoofds-, slaap- en wandbeenderen laten een hogere frequentie van snijsporen zien. Er zijn vilsporen aangetroffen. Lange botten (opperarmbeen, ellepijp, spaakbeen en scheenbeen) tonen korte en diepe uitsnijdingen, die wijzen op amputaties. Verder zijn vele botten op een zodanige wijze gebroken, die gerelateerd zijn aan de verwerking van het beenmerg en de hersenen. Deze fossielen stammen uit een tijd van ongeveer 43.000 jaar geleden. Hoe deze mensen gestorven zijn (gedood of op een natuurlijke wijze overleden) staat nog ter discussie.
Het verwerken van mensen als voedselbron kan wat betreft voedselverwerving een evolutionair voordeel geweest zijn, maar kannibalisme kan een bron van ziekten zijn. Dit is vooral treffend voor dieren die niet individueel maar in groepsverband hun eigen soortgenoten verorberen.
Daarnaast zijn er ook andere evolutionaire nadelen aan kannibalisme verbonden. De jacht op soortgenoten is gevaarlijk. Ze riskeren verwondingen door de verdedigings-mechanismen van de aangevallenen. Het intraspecifiek (binnen één soort) roofdiergedrag kan voor de eigen soort negatieve consequenties hebben. Het sociaal gedrag dat bevorderlijk is voor bijvoorbeeld de gezamenlijke zorg voor het nageslacht, zijn inclusive fitness, komt onder druk te staan.

### Begrafeniscultuur en geestelijk leven

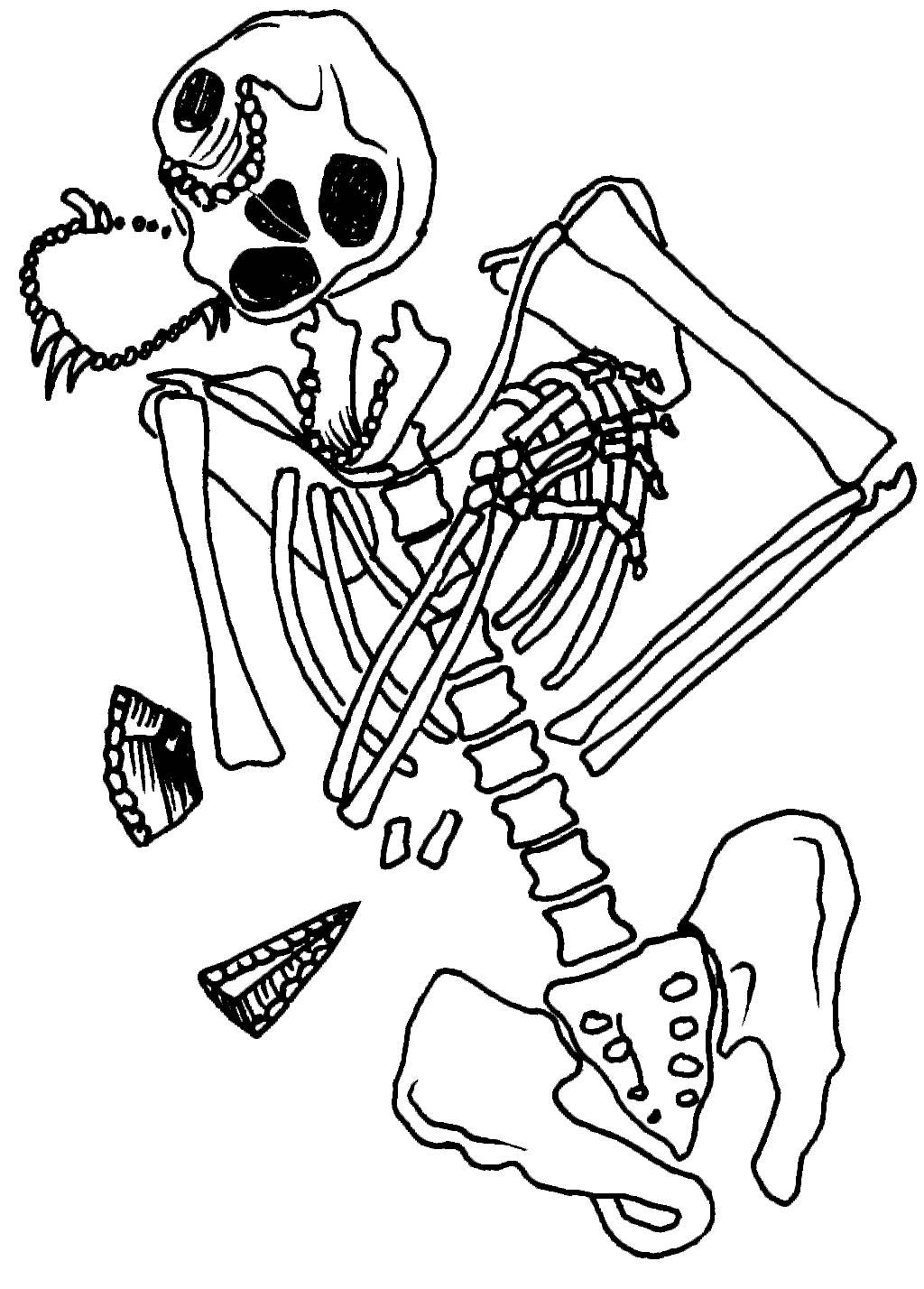
Neanderthalerbegrafenis in de Kebaragrot (Israël). Het is een skelet van een volwassen man (25-35 jaar oud, lengte circa 1,70 m.)

Er zijn redenen om aan te nemen dat rituelen met betrekking tot dood en leven na de dood al tot de tijd van de neanderthaler teruggaan.
Reeds bij de eerste vondsten die het resultaat waren van archeologische opgravingen, die te Le Moustier (van het skelet dat ook wel bekend werd als de "Jongeling van Le Moustier") in de Dordogne en te La Chapelle-aux-Saints (van het skelet dat bekend zou worden als "de oude man van la Chapelle-au-Saints") in de Corrèze, werd duidelijk dat het teraardebestellingen betrof. In het graf van de "jongeling van Le Moustier" was zelfs tevens een stenen werktuig als grafgift aangetroffen, die aan de overledene leek te zijn meegegeven voor een "reis naar het hiernamaals".
Fossielen van neanderthalers worden vaak in diepe grotten gevonden, soms in omstandigheden die ook een begrafenis suggereren, zoals bij de grot van Kebara in Israël. Overledenen zijn in foetushouding en naar het oosten gericht aangetroffen. Veelal zijn de duim of wijsvinger bij de mond gevonden. De lichamen waren met rode oker besprenkeld.
Opgravingen bij Chapelle-Aux-Saints toonden een 40.000 jaar oud skelet van een eenjarig kind dat blijkbaar in een ondiepe geul lag. Op zijn borst was een bot van een bizon geplaatst, en de geul was opgevuld met beenderen, werktuigen, en andere overblijfsels, die wellicht eveneens gediend hebben als grafgiften..
In de grot van La Ferrassie is een neanderthalerbegraafplaats gevonden, waar een man, een vrouw, twee kinderen, en twee zuigelingen zijn begraven. Een platte steen was op de borst van de man gelegd. De man en vrouw waren in foetushouding en naar het oosten gericht bijgezet. Achter in de grot waren de schedel en het skelet van een van de kinderen ongeveer 1 meter diep apart in afzonderlijke "graven" bijgezet.
Volgens sommigen zijn er aanwijzingen dat bloemen als grafgift dienden. De bodemmonsters van de Shanidargrot (Noord-Irak), die dicht bij het lichaam van een neanderthaler (Shanidar IV) werden genomen, bevatten grote hoeveelheden stuifmeelkorrels van 28 plantensoorten. Dit gegeven heeft de onderzoeker Ralph Solecki er toe gebracht te menen, dat het skelet met bloemslingers op een bed van takken ergens in de bloeimaanden mei tot en met juli bewust en ritueel was begraven. Niet alle onderzoekers delen deze mening. Op de begraafplaats zijn resten van holen van knaagdieren van de soort Meriones persicus aangetroffen. Deze dieren leven in grote koloniën en doen aan voorraadvorming. Ze verzamelen zaden, planten, waaronder bloemen, en slaan die in hun holen op. In de buurt van Shanidar IV zijn veel van deze holen gevonden met eenzelfde verdeling van plantenresten.
Opvallend is dat in verschillende grotten – bijvoorbeeld Shanidar - een grote verzameling skeletten is aangetroffen. Dit duidt op een graffunctie van de grot.
In 1938 ontdekte een team onder leiding van Sovjetgeleerde Aleksej Okladnikov de fossielen van een negenjarige jongen in Teshik-Tash. Teshik-Tash is een kleine grot, ongeveer 350 kilometer ten zuidwesten van de Oezbeekse hoofdstad Tashkent. De grot ligt in een bergachtig gebied op een hoogte van 1500 meter boven zeeniveau. De locatie van deze vindplaats geeft eens te meer aan dat de neanderthalers in de meest onherbergzame gebieden konden overleven. Hoewel het om een kind gaat zijn de neanderthalerkenmerken al goed te zien. Het kind was duidelijk begraven. Okladnikov vond zes paar hoorns van steenbokken die in een kring om het lijk stonden. Het heeft er alle schijn van dat deze hoorns hier opzettelijk waren geplaatst. De vondst van een dergelijke begrafenis is een bewijs dat neanderthalers rituelen kenden en rouwden om hun doden.
Vele andere voorbeelden worden beschreven in de literatuur, vaak met de veronderstelling dat de begrafenis weloverwogen was en met rituele praktijken associeerde. Aanwijzingen voor kannibalisme zouden ritueel kunnen worden verklaard. Het ontvlezen en onthoofden van lichamen kunnen onderdeel vormen van een begrafenisrite.
Enkele begrafenissen kunnen waarschijnlijk worden verklaard door natuurlijke gebeurtenissen, zoals instorting van grotten. Er zijn echter te veel neanderthalers samen met werktuigen gevonden, in een bepaalde houding, alleen of liggend in groepsverband, om een begrafenisrite uit te sluiten. Van geen enkele andere vroegere mensachtige is ooit dit verfijnde en symbolische gedrag aangetoond. Dat de neanderthalers hun doden begroeven is waarschijnlijk een verklaring waarom er relatief veel neanderthalerskeletten zijn ontdekt.
Neanderthalergraven zijn voornamelijk gevonden in twee regio's: ten eerste de Dordognestreek in Zuid-Frankrijk (bijvoorbeeld La Ferrassie, La Chapelle-aux-Saints, Le Moustier en Le Regourdou) en ten tweede het Midden-Oosten, vooral in Israël (Tabun, Kebara, Amud) en Noord-Irak (Shanidar). Verspreid zijn graven gevonden in Oekraïne, de Krim (Kiik-Koba) en Oezbekistan (Teshik Tash). In andere regionen van het Midden-paleolithicum van Midden-Europa zijn wel individuele skeletdelen aangetroffen, maar geen aanwijzingen, dat het hier om rituele begrafenissen gaat.
Opmerkelijk is dat alle bekende graven in grotten of schuilplaatsen in de rotsen gevonden zijn. Graven in open veld zijn niet gevonden.

## Verspreiding
Er was niets bekend over migraties van de neanderthalers totdat DNA-onderzoek van 120 duizend jaar oude neanderthalerbeenderen uit België en Duitsland een indicatie gaven. De 120 duizend jaar oude DNA-profielen zijn vergeleken met de neanderthaler-DNA-profielen uit Siberië van 120 en 90 duizend jaar geleden en DNA-profielen in Europa van 40 duizend jaar geleden. De DNA-profielen uit West-Europa zijn nauw in de tijd met elkaar verwant en wijzen erop dat in Europa er een vrij stabiele neanderthalerpopulatie was. Het 90 duizend jaar DNA-profiel uit Siberië was meer verwant met het 120 duizend jaar oud uit West-Europa dan met het even oude DNA-profiel in Siberië. Dit wijst erop dat er een oostwaartse migratie was waarbij de oorspronkelijk bevolking vervangen werd door nieuwkomers. Verondersteld wordt dat dit te maken heeft met de klimatologische cyclussen (ijstijden). Vergelijking van DNA-profielen gevonden in de grotten van Obirahmat en Teshik-Tosh in Oezbekistan met West-Europese vondsten toonde aan dat deze een sterke recente verwandschap bezaten, en de migratie naar Centraal-Azië niet eerder dan 120.000 BP plaatsgevonden kan hebben.
Het in de Denisovagrot in Siberië gevonden fossiel Denisova 11 is van een meisje van 50.000 jaar geleden dat een neanderthaler als moeder had en een denisova-mens als vader.
De Hohlenstein-Stadel-neanderthaler van 120 duizend jaar geleden heeft mitochondriaal DNA (matrilineaire afstamming) afkomstig van een onbekende mensensoort uit Afrika, wat erop zou kunnen wijzen dat er al ten minste 219.000 jaar geleden genetische vermenging heeft plaatsgevonden tussen voorouders van de mens en neanderthalers, of van een geïsoleerde en later uitgestorven neanderthalerbevolking.

## De neanderthaler en de komst van de moderne mens
In dezelfde periode dat in Europa de neanderthaler zich uit H. heidelbergensis ontwikkelde, ontstond in Noord- en Oost-Afrika de vroege moderne mens. Van deze vroege mensen zijn er nog geen aanwijzingen dat zij over open water trokken: over de Straat van Gibraltar lijken de eerste contacten pas tijdens het neolithicum plaats gevonden te hebben. De enige vroege contacten kunnen slechts via de Landengte van Suez plaatsgevonden hebben. Van bijzonder belang zijn daarom de vondsten in de Levant. Volgens de huidige inzichten worden deze in essentie tot de neandertalers gerekend, zij het mogelijk met een kleine invloed van de Afrikaanse vroege moderne mens.
De recentste neanderthalervondsten in de Levant dateren van omstreeks 50.000 v.Chr., wat opmerkelijk is omdat de vroege moderne mens, via een andere route over de Bab el Mandeb en Straat van Hormuz, al tienduizenden jaren eerder Zuid-Azië en zelfs Australië bereikt had. Genetisch onderzoek toont ook aan dat de eerste moderne mensen in het Midden-Oosten met deze Aziatische kolonisten verwant waren, en dus niet via de Sinai kwamen.
Omstreeks 46.000 jaar geleden zette de vroege moderne mens voor het eerst voet op Europese grond. In de beginperiode van het laatpaleoliticum nam deze Europese vroege moderne mens Moustérien-technieken van de neanderthaler over, die zij technisch verder ontwikkelden. Een volgende migratiegolf bracht de cultuur van het Aurignacien met zich mee. In de populaire literatuur wordt deze vaak cro-magnonmens genoemd, hoewel dit strikt genomen maar een subgroep was.
De moderne mens en de neanderthaler leefden daarna nog enkele duizenden jaren gelijktijdig in dezelfde gebieden, waarbij de neanderthaler geleidelijk naar de randgebieden werd verdrongen, zoals ten zuiden van de Ebro (Spanje). De recentste neanderthalervondsten zijn ca. 28.000 jaar oud en werden aangetroffen in Gibraltar. Een andere late vindplaats is Byzovaja in Noord-Rusland.
Uit computersimulaties komt de hypothese van de ondergang van de neanderthaler door competitie met de moderne mens, het meest overeen met de beschikbare bevolkingsgegevens. Hierbij wordt rekening gehouden met de klimaatwisselingen en een beperkte uitwisseling van genen. Welk competitief voordeel de moderne mens had tegenover de neanderthaler is onbekend. De moderne mens vestigde zich eerst in het oosten van Europa en verspreidde zich geleidelijk westwaarts.
Dat er tussen de vroege moderne mensen en neanderthalers soms gewelddaden plaatsvonden blijkt uit fossiele aanwijzingen.
Het kaakbeen van een neanderthalerkind gevonden in een nederzetting van mensen uit de Aurignaciencultuur nabij de Franse plaats Les Rois toont verscheidene kerven en inkepingen. De sporen wijzen volgens wetenschappers van het Centre national de la recherche scientifique in Parijs op een "slagerstechniek" waarmee mensen in het steentijdperk dieren, zoals herten, slachtten. Het laat duidelijk sporen van het verwijderen van de tong en het merg zien. De tanden zijn uit de kaak verwijderd en doorboord. De vroege moderne mensen hebben blijkbaar hiervan een halsketting gemaakt, een gebruik dat ook bij andere Aurignacien-nederzettingen uit deze regio voorkwam. De teamleider Fernando Rozzi ziet dit als een duidelijk bewijs dat de moderne mens de neanderthalers als prooi zag en deze als voedselbron gebruikte. Mede daardoor zou de neanderthaler uitgestorven zijn. Niet iedereen van zijn team deelde echter deze mening. Zo meent Francesco d'Errico: "De vondst van een snijspoor is nog geen bewijs voor kannibalisme… Het is mogelijk dat de kaak door moderne mensen is gevonden en de tanden als sieraad zijn gebruikt." Op andere botresten zijn eveneens sporen aangetroffen die duiden op geweld door de moderne mens.
Deze geweldsuitspattingen moeten echter sporadisch zijn geweest. Zij dienden wellicht als een soort van waarschuwing: blijf uit mijn territorium. Nochtans zijn er geen massagraven van neanderthalers en ander bewijs van genocide en oorlogsvoering gevonden. Alle vondsten die geweld tegen de neanderthaler door de moderne mens kunnen aantonen zijn incidenteel en sporadisch van aard. Alleen al de geringe bevolkingsdichtheid in Europa maakte de kans op een oorlog tussen beide soorten erg klein.
Anderzijds lijkt er ook een culturele uitwisseling plaatsgevonden te hebben, die zichtbaar is in het Châtelperronien. Tevens is aangetoond dat de Europese moderne mens een niet onbelangrijk aandeel neanderthalergenen bezaten, zoals bijvoorbeeld het dijbeen van Oest-Isjim laat zien. Dit geeft aan dat zij neanderthalers in hun gemeenschap opnamen en zich met hun nakomelingen vermengden.

### Uitsterven
In Byzovaja in de Russische deelrepubliek Komi vond een team van wetenschappers onder leiding van Ludovic Slimak de meest recente vindplaats van Moustérien-artefacten. Omdat deze meestal geassocieerd werden met de neandertaler, werd voorgesteld dat mogelijk tot circa 26.000-20.000 jaar geleden neanderthalers in deze streek zouden hebben gewoond. Dit zou het niet alleen het jongste, maar ook het meest noordelijk gelegen leefgebied van de neanderthaler maken. Byzovaja bevindt zich op dezelfde breedtegraad als IJsland. Recent onderzoek toont echter dat tijdens het initieel laatpaleolithicum moderne mensen de Moustérien-technieken van de neandertaler overnamen.
In West-Europa verdween de neanderthaler ongeveer 40.000 jaar geleden. Aan de zuidelijke randen van het Iberisch schiereiland, waaronder Gibraltar, wist de neanderthaler zich mogelijk nog enkele duizenden jaren langer te handhaven. De laatste neanderthalers in Europa, zover bekend, leefden minstens 39.000 jaar geleden in Gibraltar. Dat Gibraltar de laatste plek in Europa was waar neanderthalers zich konden handhaven wordt echter betwijfeld door andere archeologen. Zij vermoeden dat de vondsten eerder het gevolg zijn van het zeer intensieve archeologische onderzoek dat de Engelsen op een zo klein oppervlak verrichten.
De vraag is waarom de neanderthalers ondanks hun grote hersenen, hun vermogen grote en gevaarlijke prooidieren te bejagen en na minstens twee glacialen te hebben overleefd, uiteindelijk zijn uitgestorven.
Misschien heeft dit met een geringe voortplantingsdrift te maken, wat gevolgen zou kunnen hebben bij zogenoemde bevolkingsknelpunten. Deze waren niet ongebruikelijk in de geschiedenis van de mensheid, en zullen mogelijk ook van invloed zijn geweest op de neanderthalers. De moderne mens was eerder seksueel volwassen en had meer nakomelingen. Onderzoekers schatten dat een vrouwelijke neanderthaler slechts om de vier jaar het leven schonk aan een kind. Dit was mogelijk een van de redenen waarom misschien niet meer dan een paar duizend neanderthalers tezelfdertijd hebben geleefd. Statistische populatiemodellen laten zien dat kleine procentuele verschillen in geboorte en sterfte genoeg zijn om een kleine groep in een paar duizend jaar te laten uitsterven.
In 2009 publiceerde een internationaal team van onderzoekers van het Max Planckinstituut voor Antropologie een genetisch vergelijkingsonderzoek van neanderthalers. Voorheen werd aangenomen dat 30.000 jaar geleden ongeveer 50.000 neanderthalers leefden in Europa, nu wordt aangenomen dat het er slechts ongeveer 10.000 waren. Een dergelijke kleine populatie kan gemakkelijk worden weggevaagd door ziekte of voedseltekorten.
Daarnaast kan ook zijn voedselkeuze een oorzaak zijn geweest. Als vleeseter at hij voornamelijk vlees van grote prooidieren. Tegen het einde van de laatste ijstijd stierven echter vele diersoorten uit, waaronder bijvoorbeeld de wolharige mammoet, wolharige neushoorn, reuzenhert en holenbeer.
Een ander model houdt verband met vulkaanuitbarstingen die rond 40.000 jaar geleden plaatsvonden. Een onderzoek geleid door Ljoebov Vitaljeva Golovanova en Vladimir Borisovitsj Doronitsjev van het ANO Laboratorium voor Prehistorie in Sint-Petersburg, suggereert dat de neanderthaler mede ten gevolge van een vulkaanuitbarsting is uitgestorven. De effecten van deze vulkaanuitbarstingen op de ecologie van grote delen van Europa waren vernietigend. De aardlagen waarin de as werd aangetroffen bevatten aanwijzingen voor een plotselinge en potentieel verwoestende klimaatverandering. In vergelijking met omliggende lagen bevatten de sedimentmonsters van de twee lagen sterk verminderde pollenconcentraties. Dat is een indicatie van een plotselinge verschuiving naar een koeler en/of droger klimaat.
De tweede van de twee uitbarstingen lijkt het einde te betekenen van de neanderthaleraanwezigheid in de Grot van Mezmaj (noordelijke Kaukasus). Tal van neanderthalerbotten, stenen werktuigen en beenderen van prooidieren zijn gevonden in de aardlagen onder de tweede aslaag, maar niet erboven. De aslagen komen chronologisch overeen met wat bekendstaat als de Napolitaanse Ignimbritesuperuitbarsting (de Napolitaanse Ignimbrite betreft een enorme caldera genaamd Campi Flegrei, oftewel de Flegreïsche Velden), die ongeveer 40.000 jaar geleden plaatsvond in het hedendaagse Italië, en een kleinere uitbarsting gebeurde rond dezelfde tijd in het Kaukasusgebergte. De onderzoekers stellen dat deze uitbarstingen een "vulkanische winter" veroorzaakte toen aswolken jarenlang de zon verduisterden. De klimatologische verschuiving ontregelde de regionale ecosystemen, waardoor prooidieren, roofdieren en hominiden massaal stierven.
De opvatting dat de neanderthaler uitstierf omdat hij in vergelijking met de moderne mens een lagere levensverwachting had, is door de antropoloog Erik Trinkaus weerlegd. In zijn studie toont hij aan dat de neanderthaler en de moderne mens ongeveer even oud werden. Bij beide mensensoorten worden bijna geen individuen aangetroffen die ouder zijn dan 40.
Tussen de anatomisch moderne mens en de neanderthaler bestond wellicht een directe concurrentie voor ruimte en de middelen. Daarbij beschikte de anatomisch moderne mens ten opzichte van de neanderthalers over een sterk concurrentievoordeel: hij kon gebruikmaken van een aantoonbaar meer complexe technologie en organisatie. Deze concurrentiedruk nam wellicht toe door de sterke toename van de populatie van de moderne mens, die volgens een studie van Paul Mellars en zijn collega's zo'n 40.000 jaar geleden optrad. Deze bevolkingstoename droeg dan ook bij tot het verdringen van de neanderthalers. De moderne mens zou ziekten hebben meegebracht waartegen de neanderthaler geen weerstand had. Andersom gaven neanderthalergenen weerstand tegen bepaalde ziekten.
Een onderzoeksteam van genetici, paleontologen en statistici stelde in 2011 vast dat de moderne mens niet de hoofdrol heeft gespeeld bij het uitsterven van de neanderthaler. Toen de moderne mens 50.000 tot 40.000 jaar geleden uit het Midden-Oosten naar Europa trok, ontmoette hij hier een neanderthalerbevolking die al aan het verdwijnen was. Deze vaststelling is afgeleid uit het vergelijkend onderzoek van het mtDNA van neanderthalerbeenderen van 13 personen uit heel Europa. Het mtDNA wordt overgeërfd door de moeder. Hiermee valt de stamboom in de moederlijke lijn te reconstrueren. Terwijl de 55.000 jaar oude neanderthalerbotten aangeven dat er sprake was van een grote verscheidenheid aan genetische voorouders, laten de botten van jongere datum zien dat er een genetische verarming heeft opgetreden. Een verschijnsel dat optreedt bij het uitsterven van een soort. De onderzoekers wijzen erop dat de neanderthalers door de klimaatverandering tijdens de laatste ijstijd zijn gedecimeerd. Bij het uitsterven speelde het lage geboortecijfer kennelijk ook een rol.

### Genoomonderzoek en relatie tot de huidige mens
Sinds men resten van neanderthalers gevonden heeft, bestaat er discussie in wetenschappelijke kringen of wij afstammen van de neanderthaler, of dat dit een uitgestorven zijtak van Homo sapiens is. Veelal wordt aangenomen dat de neanderthaler wel onze directe voorganger in de evolutie is, maar niet onze voorouder. De eerste volledige analyse van het mitochondriaal genoom van een neanderthaler plaatste dit onbetwistbaar buiten de variabiliteit van modern menselijk mitochondriaal DNA, met een geschatte divergentiedatum van 660.000 - 140.000 jaar geleden.
Onderzoek van erfelijk materiaal toonde aan dat het volgens vrouwelijke lijn overerfbare mitochondriaal DNA (MtDNA) niet van de neanderthaler afkomstig kan zijn geweest. Echter, genetische simulaties suggereerden dat 5% van het menselijke genoom niet kan worden verklaard uit een overerving volgens rechte lijn, en kan worden opgevat als een wezenlijke bijdrage van de neanderthaler aan de Europese genenpoel die tot 25% kan hebben bedragen.
Begin mei 2010 meldde Svante Pääbo, hoofd van de afdeling Evolutionaire Genetica van het Max Planck Instituut in Leipzig, dat de eerste ruwe schets van het genoom van de neanderthaler gereed was. De meest opvallende conclusie die hij trok, was dat nagenoeg alle moderne mensen buiten Afrika delen van aan neanderthaler gelieerd DNA bezitten. Dat lijkt aan te tonen dat de moderne mens op zijn tocht vanuit Afrika de neanderthaler heeft ontmoet en dat er wel degelijk sprake is geweest van vermenging. Later genoomonderzoek van een vrouwelijke neanderthaler uit de Okladnikovgrot in het Altajgebergte wees op uitwisseling van genen tussen neanderthalers, moderne mensen en denisovamens. Genoomanalyse van het dijbeen van Oest-Isjim, afkomstig van een "moderne" mens van circa 45.000 jaar geleden, wijst op een hybridisatie tussen 7.000 en 13.000 jaar eerder. Uit DNA-studies van een moderne mens van 40.000 jaar geleden blijkt dat er vier generaties eerder seksueel contact met neanderthalers moet zijn geweest.
Neanderthalers hebben ook seksuele contacten gehad met denisovamensen. Uit een DNA-analyse van mensenbeen van zo'n 90.000 jaar geleden bleek dat een vrouw een neanderthaler als moeder had en een denisovaman als vader.
Van het erfelijk materiaal van de Aziatische en Europese inwoners blijkt tussen 1 en 4 % van neanderthaleroorsprong te zijn. Bij mensen ten zuiden van de Sahara zijn geen genetische sporen van de neanderthaler aangetroffen.
Nieuwe DNA-onderzoekmethodieken, zonder de aanname dat de referentie Afrikaanse bevolking geen neanderthaler-DNA heeft (de IBDmix-methodiek 'identity by descent'), toont echter aan dat er wel degelijk een beperkte hoeveelheid neanderthaler-DNA aanwezig is bij de Afrikaanse bevolking. De hypothese is dat er sommige Europeanen eerder terug naar Afrika migreerden en neanderthaler-DNA terugbrachten. Uit deze studie (2020) blijkt dat een deel van de zogenaamde 'neanderthaler'-DNA oorspronkelijk afkomstig is van menselijk DNA dat ongeveer 100.000 jaar geleden in de neanderthaler-genenpool is gekomen door seksuele contacten met mensen.
Een reden voor het relatief geringe aandeel van neanderthalergenen zou het slechts sporadisch voorkomen van vermenging kunnen zijn. Assimilatie heeft in dit verklaringsmodel dan ook niet plaatsgevonden. Echter, een andere verklaring kan de geringe omvang van de neanderthalerbevolking zijn. Als groep A uit een gering aantal individuen bestaat en door groep B van een grote populatie geassimileerd wordt, zal het aandeel A in de menggroep klein zijn. Er heeft wel volledige assimilatie plaatsgevonden, maar dit is niet of nauwelijks te merken in de huidige genenpoel.

#### Bescherming tegen lokale ziekten
Dat er vermenging heeft plaatsgevonden staat vast. Deze uitwisseling van genen heeft voor de moderne mens onder andere een groot voordeel gehad: bescherming tegen ziekten die in de gebieden buiten Afrika voorkwamen.
Onderzoeker Peter Parham van de Stanford University in Californië bestudeerde 200 genen die van belang zijn voor het immuunsysteem van de mens. Deze genen zijn er in verschillende varianten (allelen) en stellen ons in staat om adequaat op tal van ziektes te reageren. Parham vergeleek de genen van mensen uit verschillende delen van de wereld met die van de neanderthaler en denisovamens.
Parham ontdekte dat een allel zowel bij Europeanen als Aziaten voorkomt, maar ontbreekt bij Afrikanen. Ook de neanderthaler bleek in bezit te zijn van dit ene allel. Voor een andere allel gold dat een deel van de moderne mensheid het van de denisovamens had geërfd. Het bewijst dat de moderne mens nuttige genen aan de vermenging met andere mensachtigen overhield. Deze nuttige genen zorgden voor een natuurlijke weerstand en bescherming tegen lokale ziekten, d.w.z. ziekten die niet in Afrika voorkwamen.

## Vindplaatsen

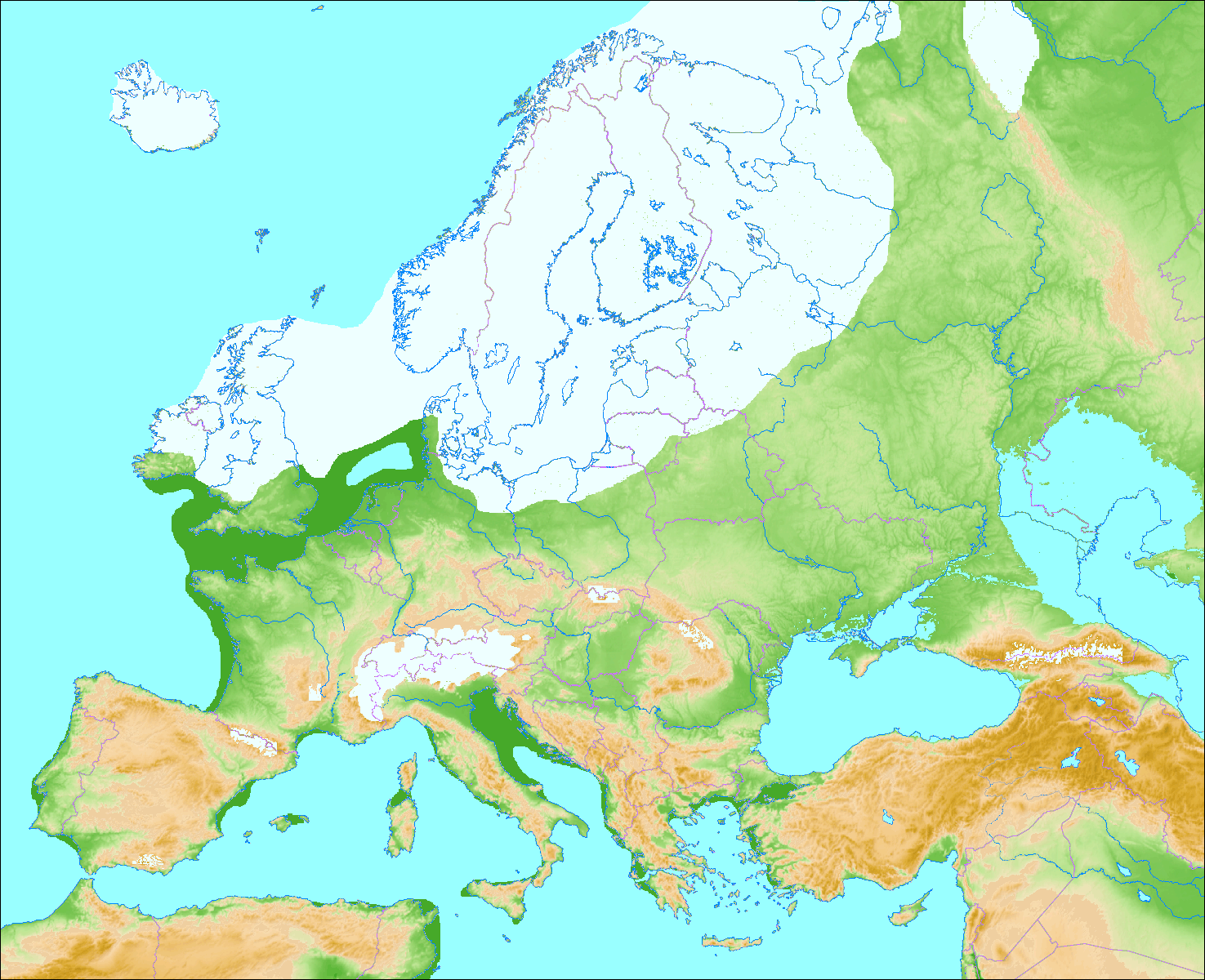
Europa tijdens de laatste ijstijd. De gletsjers bedekten met name Scandinavië, de Britse Eilanden en de Alpen. Delen van de Noordzee en andere ondiepe zeeën lagen droog, terwijl de Kaspische Zee juist groter was dan tegenwoordig.

Dit is een lijst van enkele vindplaatsen van neanderthalers, gerangschikt per land:
- België: Grottes d'Engis, Scladina, Grot van Spy
- Duitsland: Neandertal (Kleine Feldhofer Grotte), Lebenstedt, Ehringsdorf, Hohlenstein-Stadel
- Frankrijk: La Chapelle-aux-Saints, Pech-de-l'Azé, Le Regourdou, Le Moustier, Grotte Vaufrey, La Ferrassie, La Quina, Saint-Césaire, Fontéchevade
- Gibraltar: Devil's Tower, Forbes' Quarry
- Irak: Shanidargrot
- Israël: Amudgrot, Kebara, Skhul, Mugharet et-Tabun
- Italië: Monte Circeo, Saccopastore
- Jersey: La Cotte[141]
- Kroatië: Krapina, Grot van Vindija
- Oezbekistan: Grot van Teshik Tash
- Rusland: Okladnikovgrot (meest oostelijke vondst)
- Spanje: El Sidrón
- Syrië: Dederiyeh
- Wales: Pontnewydd Cave

### Vindplaatsen in Nederland
Plekken waar concentraties van artefacten van neanderthalers aan het maaiveld in Nederland zijn gevonden, liggen bij Mander te Overijssel, nabij Assen in Drenthe, in het Corversbos bij Hilversum en elders in het Gooi, te Esbeek-Diessen (gemeente Hilvarenbeek) en op diverse plekken in Limburg onder andere Sint Geertruid en Colmont.
Belangrijke opgravingen werden verricht tijdens de jaren 1980 en begin jaren 1990 in de Belvédère-groeve bij Maastricht. Recente opgravingen vonden plaats bij Colmont in Nederlands Limburg in 2001, en bij Assen in 2012.

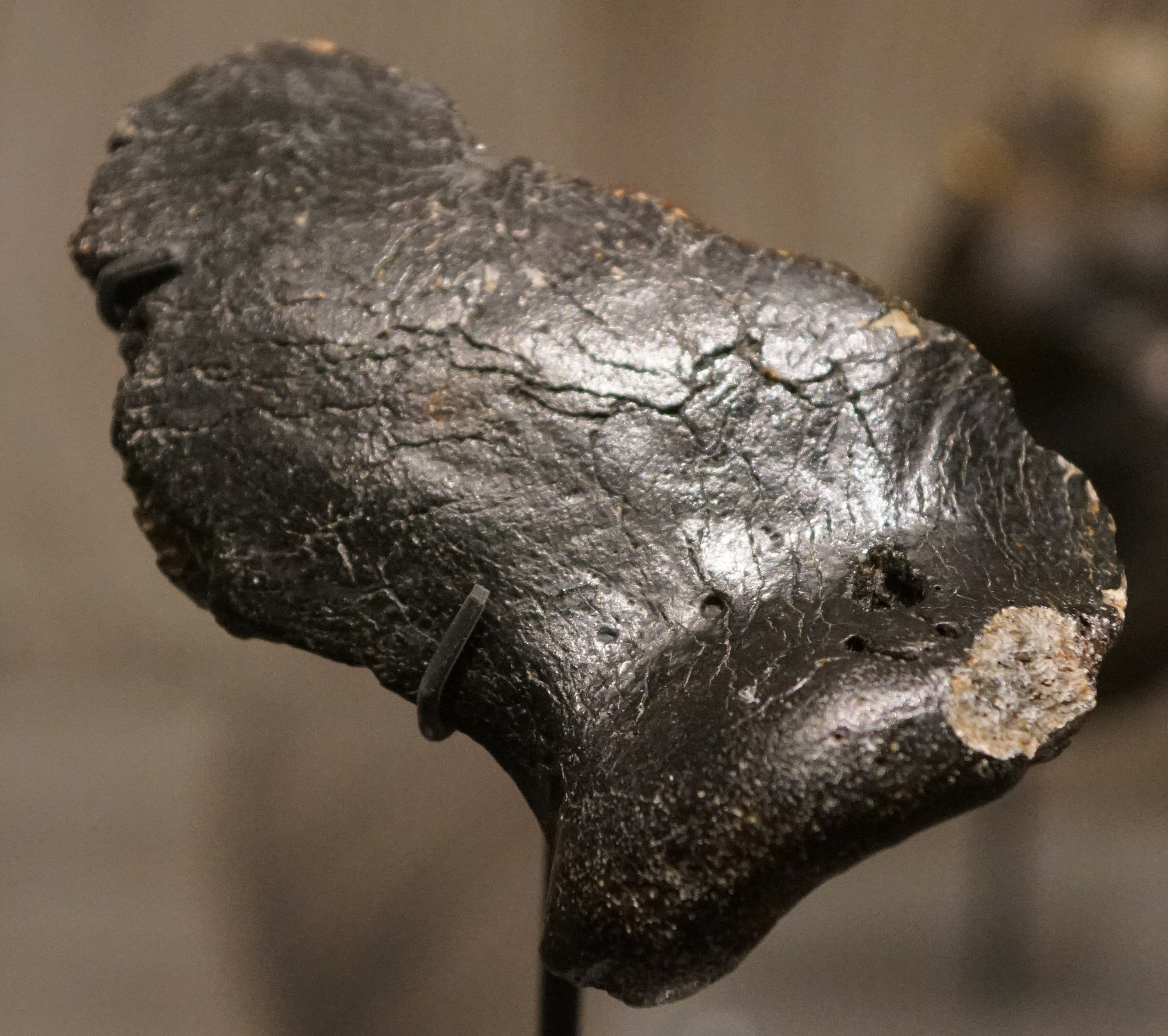
Fossiel voorhoofdsbeen van Krijn.

Een meer dan 40.000 jaar oud voor de Zeeuwse kust gevonden schedelfragment, bekend onder de naam "Krijn" is te zien in het Rijksmuseum van Oudheden in Leiden.
Een van de recentste (oktober 2013) en spectaculairste vindplaatsen is die van een neanderthalerkamp nabij het centrum van 's-Hertogenbosch. Bij de aanleg van een ondergrondse parkeergarage aan de voet van de eeuwenoude en nog steeds intacte zuidoostelijke stadsmuur werden werktuigen, jachtwapens en botten van prehistorische dieren als wolharige neushoorns en mammoeten aangetroffen. Na uitgebreid archeologisch onderzoek werd vastgesteld dat op die plek 40.000 tot 70.000 jaar voor Christus een nederzetting van neanderthalers aanwezig was. 
De vondsten van stenen werktuigen die Tjerk Vermaning in de jaren 1960-70 zou hebben gedaan in Drenthe en die aan neanderthalers werden toegeschreven, zijn als vervalsingen ontmaskerd. In een tegen hem gevoerde strafzaak kon echter niet worden aangetoond dat hij zelf de vervalser was geweest.
Op de Zandmotor aan het strand bij Monster is een 50.000 jaar oud mes gevonden met een primitieve lijm van berkenpek. Het zand waar het mes in aangetroffen werd, was afkomstig van de zeebodem bij het opspuiten van zand voor de Zandmotor.
Op 22 mei 2022 werden er op een akker bij het Twentse plaatsje Mander vier voorwerpen gevonden van meer dan 40.000 jaar oud op de plek waar ooit een kamp van neanderthalers was gevestigd. In 1979 werd er voor het eerst een vuurbijl gevonden en daarna in ruim twintig jaar tijd door de AWN (Archeologische Gemeenschap Nederland) 212 artefacten uit de tijd van de neanderthalers.

### Vindplaatsen in België
Het Waalse Maasbekken is een oude en rijke bron van neanderthalerfossielen. Vondsten zijn gedaan in diverse karstgrotten: Grottes Schmerling (1829-1830), La Naulette (1866), Grotten van Spy (1886), Fonds-de-Forêt (1895), Trou de l'Abîme (1984), Scladina (1993), Walou (1999), Grotten van Goyet (2004) en Trou Magrite (2020).
Op de Kemmelberg (gemeente Heuvelland) werden vuistbijlen in vuursteen gevonden. Ze zijn meer dan 40 000 jaar oud en werden gebruikt door neanderthalers.
Recente archeologische opgravingen van een neanderthalerkamp vonden van 1998 tot en met 2003 plaats te Veldwezelt-Hezerwater in België.

### Vindplaatsen in Engeland
Vuurstenen werktuigen van neanderthalers werden aangetroffen bij mammoetfossielen (mammoeten van Cerney Wick) van 200.000 jaar geleden in een groeve in Cerney Wick.

## De neanderthaler in de literatuur
De boeken van Jean Marie Auel, de romanserie De Aardkinderen, gaan over de periode waarin de moderne mens en de neanderthaler naast elkaar voorkwamen. Hoewel de schrijfster voor haar boeken veel onderzoek heeft gedaan, moeten de geromantiseerde verhalen wat betreft wetenschappelijke juistheid met een korrel zout worden genomen.
Ook de Belgische auteur Dirk Bracke schreef een jeugdroman over de neanderthaler, Steen.
De Nederlandse auteur Fons Wijers schreef de roman Ze zijn er nog (2021), waarin twee Nederlandse toeristen in een afgelegen bergdorp op het spoor komen van nazaten van neanderthalers. Zonder het heden te verlaten komen veel aspecten van de steentijd aan bod. Het is fictie om de belangstelling voor non-fictie te stimuleren.

## Enkele-oorsprongshypothese en multiregionale theorie
Het debat over de vraag of de neanderthaler een menselijke ondersoort was die zich kon mengen met de moderne mens, of een heel aparte en inmiddels geheel uitgestorven mensachtige, werd pas gesloten met de resultaten van vele DNA-onderzoeken.
In 1864 doopte William King deze mens Homo neanderthalensis, waarmee hij aangaf de neanderthaler als een aparte soort te zien. Berucht is Marcellin Boules reconstructie van "de man van La Chapelle-aux-Saints", waarin hij deze neerzet als een zwakbegaafde aapmens. Vanaf 1930 wordt het beeld genuanceerd door antropologen als Kleinschmidt, Coon, Weidenreich en von Koenigswald. Een nieuwe reconstructie van Coon liet een aangeklede en geschoren neanderthaler zien die in moderne tijden nauwelijks zou opvallen op straat. Voor het eerst komt dan ook de naamgeving Homo sapiens neanderthalensis in zwang, om aan te geven dat de neanderthaler geen soort was maar een ondersoort.
In het debat kwam al spoedig naar voren dat het onmogelijk is dat de moderne mens direct van de neanderthaler afstamt. Daarvoor waren de verschillen te groot en was duidelijk dat beide soorten zelfs enige tijd naast elkaar hebben bestaan. Echter, onderzoekers als Milford Wolpoff wezen op hybride kenmerken en aangezien volgens de biologische definitie verschillende soorten geen vruchtbaar nageslacht kunnen verwekken verwierpen zij dat de neanderthaler een aparte soort kon zijn. Zij blijven bij de naam Homo sapiens neanderthalensis, ondanks dat veel anatomen (waaronder Katerina Harvati) de verschillen ook te groot vinden om de neanderthaler als een ondersoort te kunnen classificeren. Zij blijven uitdrukkelijk bij de naam Homo neanderthalensis en stellen dat er geen menging noodzakelijk is geweest om bepaalde overeenkomsten te verklaren. Anderzijds worden een aantal kenmerken die de neanderthalers met de cro-magnonmens gemeen hadden nog steeds onderzocht (door onderzoekers als Erik Trinkaus) en gezien als bewijs dat er wel vermenging heeft plaatsgevonden.
Waar de een wijst op de spiritueel menselijke eigenschappen in de neanderthalercultuur, vindt de ander geen bewijs voor culturele interactie.
De twee stromingen die twisten over de naamgeving van de neanderthaler, zijn Out of Africa II, die de neanderthaler beschouwt als een soort, en de multiregionale theorie, die uitgaat van regionale invloed op de moderne mens van andere menselijke ondersoorten zoals de neanderthaler door menging.

### Enkele-oorspronghypothese
De meest aangehangen theorie, de enkele-oorspronghypothese, beschouwt de neanderthaler als een aparte soort. Speculaties over het eventuele primitieve gedrag - ondanks bewijzen voor begrafenisrituelen met bloemen - en een over duizenden jaren stagnerende cultuur die het intellectuele onvermogen om zich aan te passen zouden aantonen, hebben al vroeg stemmen doen opgaan om de neanderthaler als voorouder van de moderne mens uit te sluiten. Aangetroffen skeletten die het resultaat zijn van kruisingen tussen een neanderthaler en de cro-magnonmens geven geen uitsluitsel over de vruchtbaarheid van de nakomelingen en het doorwerken van de vermenging op latere generaties. Ook van enkele typische overeenkomsten tussen de cro-magnonmens en de neanderthaler - zoals het zwaar aangezette puntige achterhoofd - is het onduidelijk of deze berusten op toeval, een gemeenschappelijke afkomst of onderlinge verwantschap.
Deze theorie gaat ervan uit dat de moderne mens in Afrika is ontstaan en van daaruit de wereld heeft gekoloniseerd. Daarbij zou hij groepen die zich in een eerder stadium eveneens vanuit Afrika over de wereld hadden verspreid, waaronder de neanderthaler, vervangen hebben. Deze stelling werd in 1987 bevestigd door een artikel van Rebecca Cann en Mark Stoneking. Door analyse van de basenvolgorde van mitochondriaal DNA (MtDNA) hebben de onderzoekers een hypothese kunnen opstellen over de plaats van oorsprong en de verspreiding van de moderne mens, en de tijdschaal waarin dit zich heeft afgespeeld, door het construeren van een 'parsimonious tree', een zo eenvoudig mogelijke afstammingsconstructie die de verschillen verklaart.
Uit de mate van variatie in het mitochondriaal DNA bij de huidige menselijke bevolking hebben zij geconcludeerd dat het oorsprongspunt van de moderne mens zich in Afrika bevindt. Zij komen tot deze conclusie omdat de variatie in het mitochondriaal DNA onder bevolkingsgroepen in Afrika het grootst is. Een van de belangrijkere aanhangers van de enkele-oorspronghypothese is Paul Mellars, hoogleraar aan de universiteit van Cambridge.

### Multiregionaal model
De voorstanders van het multiregionale model menen dat een neanderthaler een voorouder was van de moderne mens.
Ook als de neanderthaler niet de voorouder was van de moderne mens is het misschien wel mogelijk dat er toch incidenteel kruisingen zijn voorgekomen en dat er nog Neanderthalgenen in de huidige mensenpopulatie rondzwerven.
Het skelet van een Homo sapiens kind van ongeveer 24.500 jaar geleden in Portugal, te Lagar Velho, niet ver van Lissabon, vertoonde Neanderthal-kenmerken die zouden kunnen wijzen op vermenging. Daarnaast heeft het paleontologische onderzoek naar mogelijke vermenging zich verplaatst naar de biologie en chronologie van de eerste morfologisch moderne mensen in westelijk Eurazië van vóór 28 000 jaar geleden. Vondsten in Peștera cu Oase, Roemenië, leveren groeiende aanwijzingen dat deze vroege Homo sapiens een variabel mozaïek vertegenwoordigt waarin kenmerken van de afgeleide moderne mens, archaïsche Homo sapiens en Homo neanderthalensis verenigd zijn. Het onderzoek van mitochondriaal DNA lijkt deze hypothese niet te steunen - de verschillen tussen mitochondriaal DNA van de neanderthaler en de moderne mens zijn aanzienlijk, veel groter dan die tussen moderne mensen onderling (enkele neanderthalresten waren zo goed bewaard dat daaruit nog DNA ter vergelijking te winnen was). Mitochondriaal DNA wordt echter alleen langs rechte vrouwelijke lijn overgeërfd in een proces dat, net als voor DNA op het Y-chromosoom, vooral bij kleinere populaties zeer gevoelig is voor genetische drift. Het kan over een aantal generaties gemakkelijk spoorloos verdwijnen, zodat het mogelijk is om uitgaande van dezelfde variaties in DNA, duizenden andere mogelijke afstammingsbomen te construeren.
Nieuw onderzoek suggereert dat minstens 5% van het genetische materiaal van moderne Europeanen en West-Afrikanen een archaïsche oorsprong heeft die het gevolg kan zijn van menging met neanderthalers respectievelijk een nog onbekende archaïsche Afrikaanse populatie. Zij kwamen tot dit resultaat door eerst een "nulmodel" te berekenen met genetische kenmerken waaraan een afstamming in rechte lijn van een voorouderlijke Homo sapiens zou moeten voldoen en dit naast de huidige distributie van genetische polymorfismen te leggen. De onderzoekers wisten aan te tonen dat dit nulmodel belangrijk afwijkt van de geconstateerde genetische variëteit. Genetische simulaties geven aan dat deze 5% aan afwijkend DNA, overeenkomt met een substantiële bijdrage aan de Europese genenpoel door archaïsche populaties zoals neanderthalers, waarbij de vermengingsfactor kan oplopen tot 25%. Het is de verwachting dat toekomstig onderzoek een overvloed aan informatie over genetische polymorfismen zal opleveren, die als basis kan dienen voor nader onderzoek. Een genoomproject rond de neanderthaler is onderweg. In tegenstelling tot het onderzoek op mtDNA, heeft onderzoek naar afwijkingen in de vorm van mutaties die aantoonbaar zijn overgeërfd van neanderthalers de potentie van bewijskracht.